# Al Treilea Război Mondial

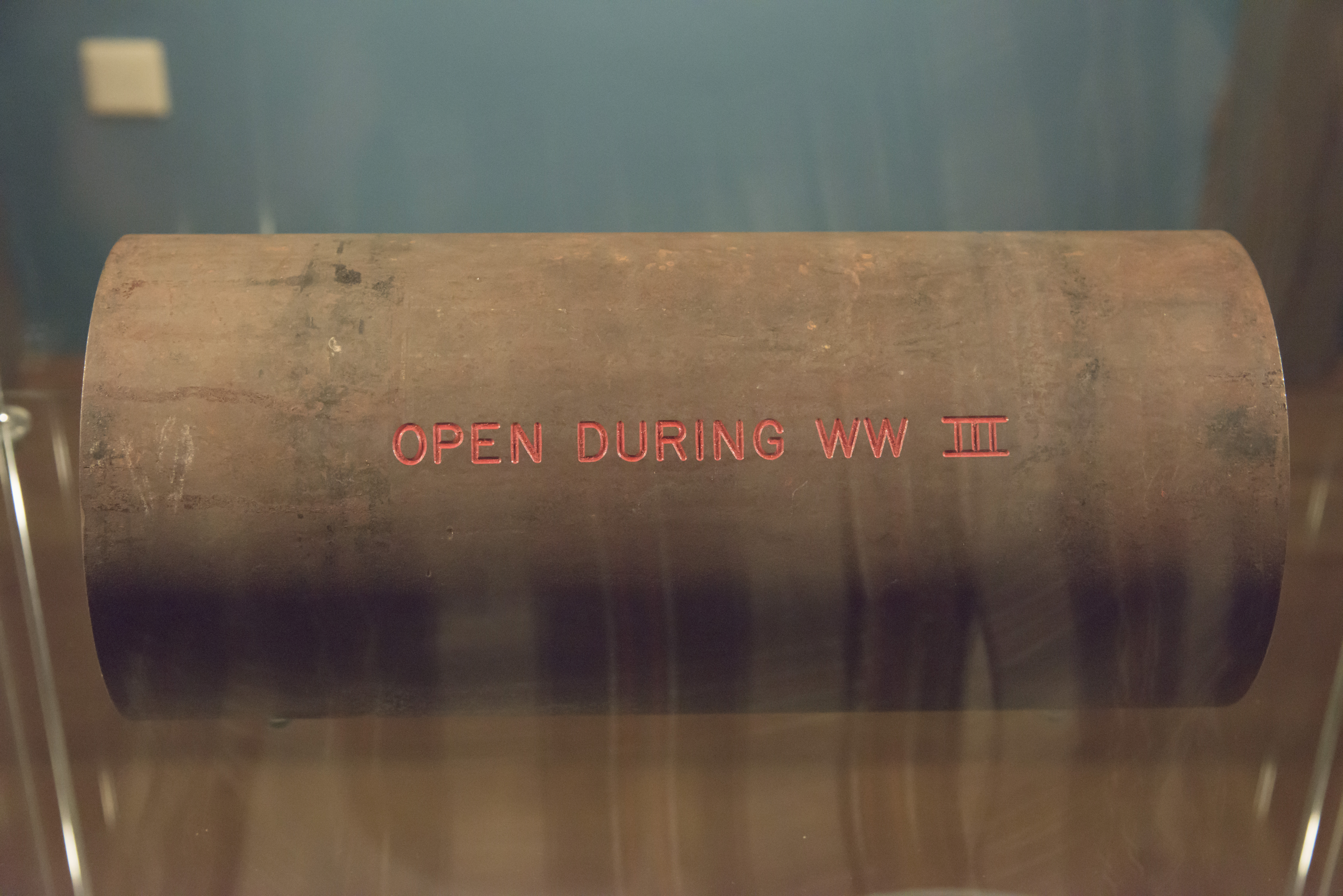
O capsulă a timpului de la Muzeul Leiden din 2015. Aceasta va fi deschisă numai în cazul declanșării celui de-al Treilea Război Mondial

Al Treilea Război Mondial (engleză : World War 3, prescurtat WW3 sau WWIII) este o noțiune care desemnează un eventual război global, care ar urma să fie purtat la scară globală și care ar avea loc ca o continuare a celui de-Al Doilea Război Mondial.
Termenul a fost utilizat încă din 1941. Unii istorici consideră că al treilea război mondial s-a desfășurat ca Războiul Rece prin conflicte proxy limitate la scară mică în toate țările din lumea a treia duse între Statele Unite ale Americii și Uniunea Sovietică. Acesta a început în 1945 când a fost proiectată "Cortina de fier" dintre Germania de Est și statele din Europa de Est stăpânite de sovietici și Germania de Vest și Europa de Vest aflate sub influența americanilor și s-a încheiat odată cu prăbușirea regimurilor comuniste din Europa de Est și Destrămarea Uniunii Republicilor Sovietice Socialiste din 1991. 
Alții consideră că cel de-al treilea război mondial se petrece deja, Războiul împotriva terorismului declanșat din anul 2001, după Atentatele din 11 septembrie 2001 din New York City, sau Al Doilea Război Rece izbucnit în anul 2014 după Anexarea Crimeei de către Federația Rusă și desfășurat prin operațiuni de amploare sau intervenții limitate prin Orientul Mijlociu și Apropiat, respectiv Africa de Nord.
Tensiunile geopolitice dintre Statele Unite ale Americii și Republica Populară Chineză sunt considerate ca potențiale cauze pentru declanșarea celei de-a treia conflagrații globale. 

## Armele de distrugere în masă
Se credea la începutul secolului 20 că Primul Război Mondial (1914-1918) care s-a desfășurat predominant în Europa, Africa și  Orientul Mijlociu  va fi războiul care va încheia toate războaiele după un mileniu de conflicte între puterile europene, fiind denumit și "Marele  Război", și se presupunea că nu va mai exista un alt război de o asemenea magnitudine.    
Începutul celui de-Al Doilea Război Mondial în 1939, care s-a întins în Europa, Asia, Africa, Orientul Mijlociu, Australia, precum și în oceanele Atlantic, Pacific și Indian, a dezmințit speranța omenirii că avea să urmeze o epocă de pace.   
Iar pe măsură trecerii timpului, armele devin tot mai distructive și numărul de victime crește tot mai mult. Dacă în războaiele Antichității și Evului Mediu se foloseau arcuri cu săgeți, sulițe, săbii, topoare, echipamente de asediu și arme incendiatoare improvizate, dar inclusiv blocada și asediul ce duceau la foamete, provocau vreo câteva mii de morți, de la apariția armelor de foc (archebuză, muscheta) și a tunurilor, războaiele moderne ca Războiul de Treizeci de Ani , Războiul de șapte ani sau Războaiele Napoleoniene  au început să provoace milioane de victime. Cele două războaie mondiale au provocat 100 milioane de morți datorită îmbunătățirii mitralierelor de asalt, a rachetelor, avioanelor, tancurilor și explozibililor.  
De aceea există teama că Al Treilea Război Mondial ar putea provoca sute de milioane sau chiar miliarde de morți la nivel planetar, având în vedere că marile puteri militare ca Statele Unite ale Americii, China, Rusia, Franța, Regatul Unit, India, Pakistan, Israel sau Coreea de Nord dispun nu doar de forțe  militare convenționale considerabile, dar și de arme nucleare, biologice, chimice sau cibernetice. 
Pe durata Războiului Rece începând din 1945 și pe măsură extinderii tehnologiei nucleare, declanșarea unui Al Treilea Război Mondial era tot mai plauzibil când Uniunea Sovietică și China au testat bombe nucleare. Autoritățile civile și militare, precum și civilii din lumea întreagă au încercat să facă planuri pentru un eventual conflict, construind buncăre subterane sub locuințele lor, efectuând exerciții de adăpostire de tip "Duck and Cover". Aceștia au achiziționat provizii și echipamente de protecție.     
La punctul culminant al Războiului Rece, a fost calculat un scenariu denumit Distrugere reciprocă asigurată („MAD”), care a determinat că o confruntare nucleară totală ar distruge cu siguranță întreaga sau aproape toată viața umană de pe planetă. Posibilă distrugere absolută a rasei umane ar fi putut contribui la capacitatea liderilor americani și sovietici de a evita un astfel de scenariu. Apariția rachetelor balistice  intercontinentale cu încărcătură nucleară  ca SM-65 Atlas a determinat cele două mari puteri, SUA și URSS,  să semneze tratate SALT/START pentru limitarea cursei înarmării și proliferării nucleare.   
După Războiul Rece, teama de un război nuclear încă persistă, Statele Unite ale Americii instaland scuturi anti-rachetă în statele membre NATO din Europa de Est ca reacție la agresiunile din partea teroriștilor islamiști, Iranului, Coreeii de Nord sau Federației Ruse.

### Armele nucleare

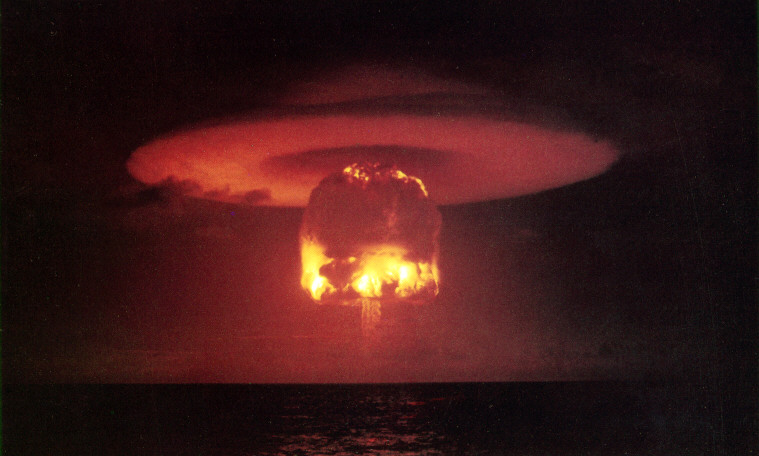
Holocaustul nuclear este asociat cu Al Treilea Război Mondial.

Savanți ca Albert Einstein (considerat drept unul dintre proiectanții teoriei relativității și al echivalenței masă-energie ) consideră însă că al treilea război mondial va fi un conflict ce va depăși toate războaiele la un loc la impactul distructiv după dezvoltarea armelor nucleare de la finalul celui de-al doilea război mondial.   
Armele nucleare au capacitatea de a devasta Pământul, riscul unui război atomic fiind prăbușirea civilizației umane și chiar dispariția vieții.  Nimeni nu are de câștigat de pe urma unui război nuclear căci acesta duce la anihilarea totală a inamicilor dintr-o țară, ci și distrugerea totală a așezărilor umane, lăsând în urmă radiații, de aceea războiul nuclear nu se poate încheia imediat cu o ocupație strategică a unui stat și a resurselor sale spre deosebire de un conflict militar  clasic.  
Singurul conflict nuclear care s-a petrecut în istorie până în prezent a fost  bombardarea nucleară a Imperiului Japonez  de către Statele Unite ale Americii la finalul celui de-Al Doilea Război Mondial,  orașele Hiroshima și Nagasaki fiind  distruse, rezultând peste 200 000 de morți , radiațiile provocând efecte negative pe termen lung  precum îmbolnăvirea a multor japonezi de cancer și leucemie.
Ca reacție la impactul nimicitor al bombelor nucleare, Albert Einstein spunea "Nu știu cum se va lupta în al treilea război mondial, dar pot să vă spun ce vor folosi în al patrulea - pietre!", iar Robert Oppenheimer, care a dezvoltat si a testat prima bombă nucleară în cadrul Proiectului Manatthan și testului  Trinity, a declarat "Acum am devenit Moartea, distrugătorul lumilor". Accidente nucleare ca  Accidentul nuclear de la Cernobîl, Ucraina sau Accidentul nuclear de la Fukushima-Daiichi,  au provocat numeroase victime pe termen lung și deteriorarea mediului cu radiații, zonele afectate devenind nelocuibile.   
Un război nuclear dus la scară mare în care ar implica sute de explozii nucleare și distrugerea multor orașe și obiective inflamabile  ar putea provoca o îndelungată iarnă nucleară - atmosfera va fi acoperită de fum și nori radioactivi care vor bloca lumina Soarelui timp de câteva luni sau ani,  temperaturile vor scădea drastic,  stratul de ozon se va subția, toată apa va fi contaminată,  iar aerul va fi irespirabil și  toxic. 
Apoi vor urma ani de vara nucleară când se va genera efectul de seră.  Ecosistemul se va prăbuși și toate formele de viață de la suprafață  vor dispărea. Mulți oameni bogați și-au construit buncăre de lux  subterane menite să-i adoposteasca chiar și pentru câteva generații cu toate că solul va fi prea erodat pentru a mai fi cultivabil. Vegetația își va putea reveni abia după câteva milioane de ani.   
Conform unor statistici, dintr-un maxim de 70.300 de arme nucleare active în 1986, din 2019 există aproximativ 3.750 de focoase nucleare active și 13.890 de focoase nucleare totale în lume. Multe dintre armele dezafectate au fost pur și simplu depozitate sau parțial demontate, nu distruse. Din 1945, peste 2000 de teste nucleare  au fost efectuate în întreaga lume prin zone nelocuite și special amenajate. Federația oamenilor de știință americani estimează că Rusia deține 6.800 de arme nucleare, în timp ce Statele Unite au 6.185; Rusia și S.U.A. au fiecare 1.600 de focoase nucleare strategice desfășurate activ. Franța , Marea Britanie, China, India , Israel, Pakistan, Coreea de Nord au devenit puteri nucleare, deținând zeci sau sute de focoase nucleare și efectuând teste nucleare.

### Armele biologice

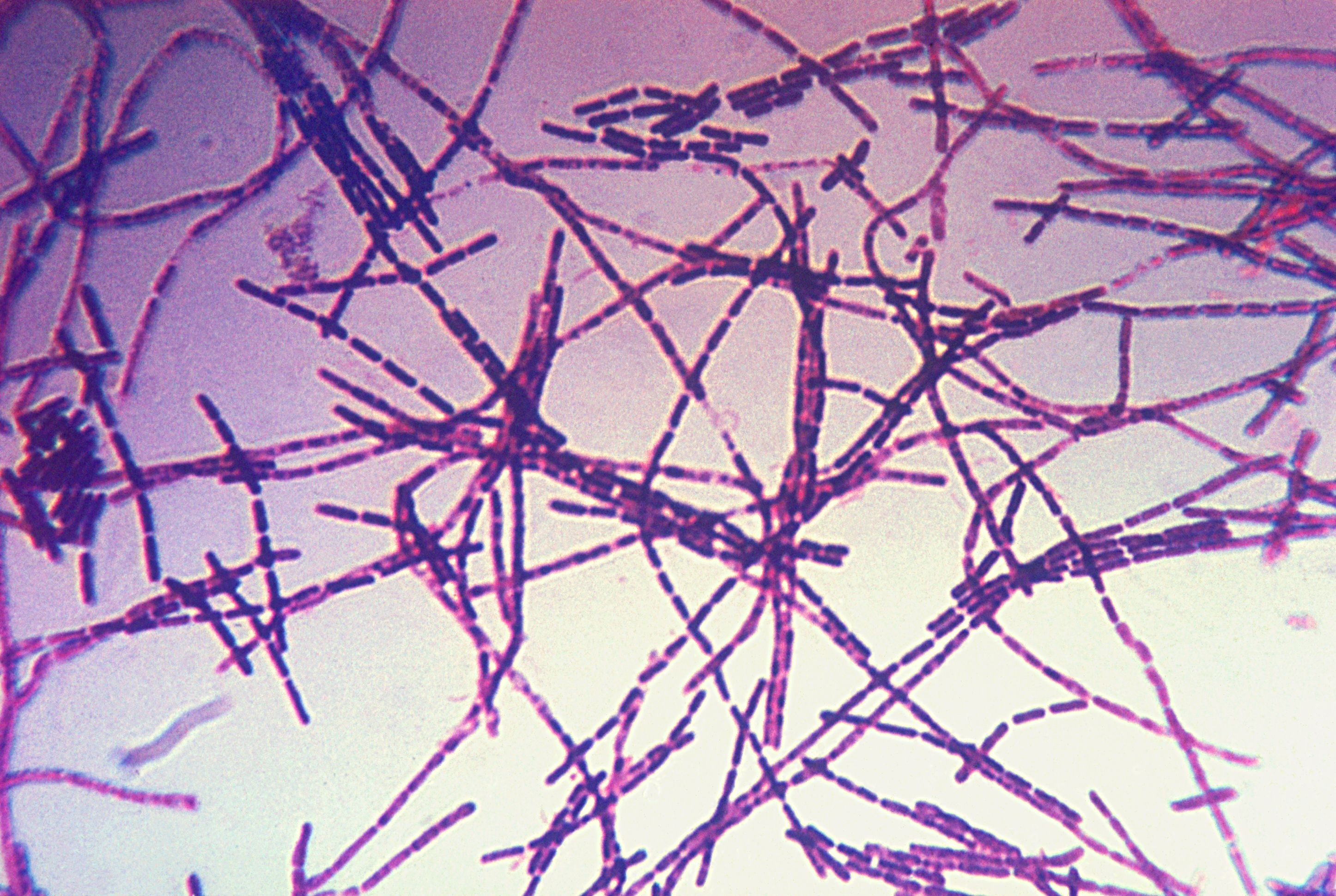
Antraxul - folosit in trecut ca arma biologica

De asemenea, se ia în calcul războiul biologic care poate provoca foarte multe victime, lăsând infrastructura, resursele  și rutele  intacte. Există teama că un virus fabricat poate scăpa  accidental sau poate fi eliberat intenționat, iar dacă acesta va suferi mutații genetice după agentul infestat, se va adapta să infesteze și toate celelalte specii, iar găsirea unui vaccin sau antidot ar putea dura foarte mult timp. 
Nu au fost desfășurate războaie biologice în perioada curentă, dar există date istorice care atestă că mongolii au catapultat cadavre infestate de ciumă bubonică asupra orașului Caffa din Crimeea, care s-a răspândit în toată Europa, provocând moartea a 25 milioane de europeni în anii 1346-1353. 
În ciuda semnării acordului din 1972 de a pune capăt producției de bio-arme, guvernul Uniunii Sovietice a avut un program activ de arme biologice care a inclus producția de sute de tone de antrax după această perioadă. La 2 aprilie 1979, o parte din cei peste un milion de oameni care trăiau  în Sverdlovsk (acum  Ekaterinburg, Rusia), la aproximativ 1.370 de kilometri  la est de Moscova, au fost expuși la o eliberare accidentală de antrax dintr-un complex de arme biologice situat în apropiere.Cel puțin 94 de persoane au fost infectate, dintre care cel puțin 68 au murit. Antraxul a fost utilizat ca armă de  bioterorism la atacurile teroriste  din 2001 în Statele Unite,  sporuri de antrax fiind livrate scrisori poștale, 22 de oameni fiind infectați, dintre care  cinci au murit. 
Sunt speculații  că Pandemia de coronaviroză (COVID-19) din 2020  ar fi fost provocată dupa ce virusul SARS-COV 2 ar fi scăpat accidental sau a fost  eliberat intenționat dintr-un laborator biologic din China.  

### Armele chimice

Iperita, unul dintre cele mai mortale arme chimice

De asemenea, mai este luat în vedere și războiul chimic care presupune folosirea de arme chimice ce pot ucide populații întregi prin gaze toxice eliberate și  răspândite pe calea aerului , nelăsând urme pe termen lung precum radiațiile provocate de războiul nuclear sau epidemia declanșată de războiul biologic.  Lasă infrastructură intactă, iar gazele și substanțele chimice se pot disipă după un timp scurt după ce au ucis țintele, pentru că apoi statul respectiv, cu toată infrastructura și resursele sale să între sub controlul atacatorilor. 
Neavând un impact distructiv că războiul nuclear sau cel biologic, există o probabilitate foarte mare ca cel de-al treilea război mondial să fie de natură chimică.  
În istoria curentă s-au purtat multe războaie chimice: Primul Război Mondial în care germanii și francezii au folosit clor, fosgen, iperită și alte gaze iritante ce au dus la moartea a peste 1 milion de soldați pe Frontul de Vest, inclusiv peste 200 000 de civili, Al Doilea Război Mondial, când germanii naziști foloseau monoxid de carbon și acid cianhidric pentru a-i gaza pe deținuții evrei, Războiul din Vietnam din anii 1959-1975 când forțele aeriene americane au bombardat Vietnamul de Nord controlat de comuniști cu  napalm, un amestec incendiar și erbicidul agentul portocaliu, din cauza cărora generații de copii nord-vietnamezi s-au născut cu tumori și cancer, Războiul Iran-Irak, din anii 1980-1988, în care forțele irakiene au folosit iperită ducând la moartea a 50 000 de iranieni, și Războiul Civil Sirian (2011-prezent) unde forțele regimului condus de Al-Assad a folosit gaz sarin asupra protestatarilor și rebelilor sirieni.  

### Armele cibernetice

Virus cibernetic de tip ransomware cunoscut ca WannaCry

Sunt scenarii științifico-fantastice  care susțin că următorul război mondial ar putea fi chiar cibernetic, unul în care hackerii să spargă bazele militare și  rețelele electrice pentru a perturbă infrastructură țărilor-țintă.  Un atac cibernetic de amploare a avut loc pe 12 mai 2017, și a infectat peste 230.000 de calculatoare din 150 de țări, software-ul cerând o răscumpărare plătibilă în criptomoneda Bitcoin, printr-un mesaj tradus în 28 de limbi. Atacul a fost descris de către Europol ca fiind de o scară fără precedent. 
Sunt și scenarii ca cele din filmul Terminatorul 2: Ziua Judecății în care roboții, fabricați și coordonați de o inteligență artificială numită Skynet, bazată pe o rețea  neuronală de computere și sateliți creată de Cyberdyne Systems Corporation pentru  Comandamentul Aerian Strategic Nord American, extermină omenirea. Deși s-au făcut progrese în domeniul inteligenței artificiale și roboticii, încă suntem departe de momentul când inteligență artificială ar putea avea capacitatea egală cu cea a inteligenței umane și roboții ar putea să ne asalteze.  
Atacurile cibernetice efectuate de China sau Rusia  asupra Occidentului au un impact devastator asupra economiei care are la bază tehnologiile informatice.
Un război comercial și economic precum blocade sau implementarea unor tarife poate  fi la fel de devastator pentru populație precum un război convențional, căci perturbă economia , nivelul de trăi și stabilitatea socială și politică dintr-un stat supus blocadei.      

### Armele cinetice
O altă armă de distrugere în masă ar fi bomba cinetică ca "Lazy Dog bomb" folosită în războaiele din Coreea și Vietnam. S-a speculat o armă  cinetică  ipotetică  care ar putea fi  lansată de pe orbita planetei pe suprafața planetară ca un proiectil inert, dar cu putere distructivă la impact din energia cinetică acumulată de viteza de cădere extrem de mare .
O altă super-armă de temut ar fi  fasciculul de particule care folosește energia mare a particulelor atomice sau subatomice pentru a deteriora o țintă prin perturbarea structurii sale atomice și moleculare.    

### Armele electromagnetice
De asemenea, armele laser cu energie direcționată  sau armele electromagnetice ce pot distruge rețelele electrice sunt încă în stadiul experimental, urmând într-un viitor apropiat să fie implementate ca arme militare practice.
Aceste arme utilizate într-un conflict la scară mondială  ar putea avea un impact nimicitor asupra planetei   aidoma unui bombardament nuclear.   

## Aparitia termenului
Prima utilizare a termenului apare într-un numar din revista Time din 3 noiembrie 1941, în secțiunea „Afaceri naționale”, și intitulată „Al Doilea Război Mondial?” , folosit de refugiatul nazist Dr. Hermann Rauschning, care tocmai sosise în Statele Unite. În numărul său din 22 martie 1943, în secțiunea „Știri străine”, Time a reutilizat același titlu „Al Doilea Război Mondial?” în ceea ce privește declarațiile de atunci ale SUA. Vicepreședintele Henry A. Wallace a declarat : „Vom decide ceva timp în 1943 sau 1944 ... dacă vom planta semințele celui de-al treilea război mondial."  

## Planuri militare
Pe durata Războiului Rece, dar și în zilele noastre, s-au întocmit planuri militare și scenarii de război ca să pregătească oamenii pentru ce era mai rău. Unele planuri vechi au fost parțial sau complet declasificate. 
Majoritatea  planurilor și exercițiilor considerau că forțele sovietice și cele ale membrilor Pactului de la Varșovia din Europa de Est ar atacă Europa de Vest și forțele NATO trebuiau să riposteze.  

### Operațiunea Unthinkable
După Al Doilea Război Mondial, premierul britanic Winston Churchill era îngrijorat de dimensiunile mari ale forțelor sovietice amplasate în Europa de Est și de încăpățânarea liderului sovietic Iosif Stalin de a menține ocupația sovietică, amenințând vestul Europei. În aprilie-mai 1945, forțele britanice militare au dezvoltat operațiunea Unthinkable, primul scenariu de Al Treilea Război Mondial. Principalul obiectiv era că forțele anglo-americane unite să invadeze și să supună Rusia. Planul a fost respins de șefii britanici din comitet, considerat nefezabil. 

### Operațiunea Dropshot
În anii 50', Statele Unite pregăteau un plan pentru un posibil război convențional, chiar nuclear, cu Uniunea Sovietică pe fronturile din Vestul Europei și Asia de Sud-Est. 
Arsenalul nuclear american era limitat și alcătuit doar din bombe ce puteau fi lansate din bombardiere. Operațiunea Dropshot presupunea că forțele aeriene americane să lanseze 300 de bombe nucleare și 29 000 de bombe convenționale în 100 de orașe din Uniunea Sovietică pentru a-i nimici industria și potențialul de a fabrică arme de distrugere în masă.  
Între 75-100 de bombe nucleare erau destinate să distrugă forțele aeriene sovietice din bazele de la  sol. 
Scenariul a devenit  învechit odată cu dezvoltarea rachetelor balistice intercontinentale. Președintele John F. Kennedy și secretarul apărării Robert McNamara au schimbat planul de atac nuclear de la distrugerea orașelor la combaterea forțelor militare că ținte principale și capacitatea industrială și economică.   Armele nucleare la acel timp nu aveau acuratețe destulă pentru a lovi o baza năvală fără a distruge orașul adiacent.  

### Exercițiile Grand Slam, Longstep, Mainbrace

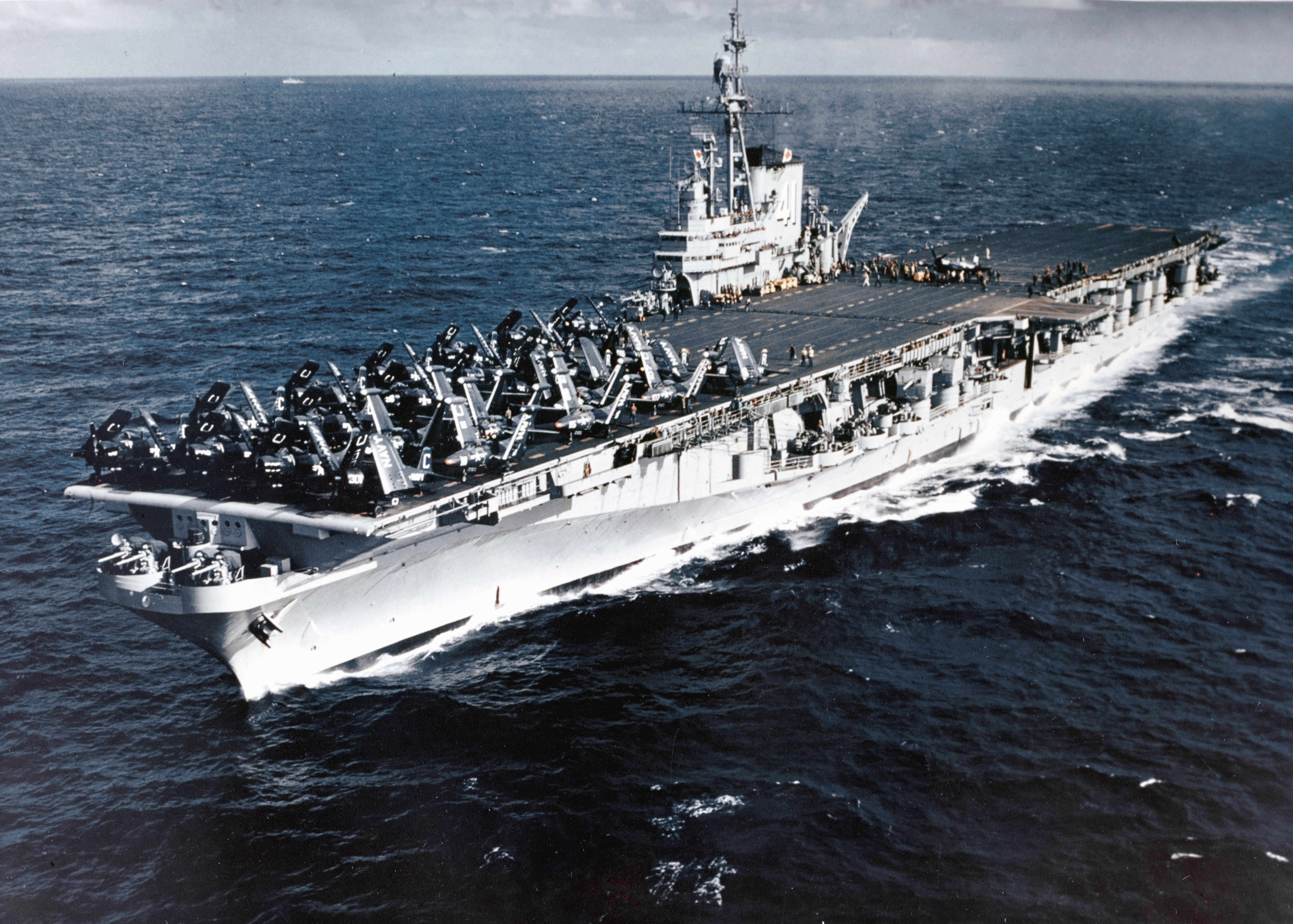
USS Midway in septembrie 1952

În ianuarie 1950, consiliul nord-atlantic a aprobat strategia militară al NATO pentru apărarea Europei vestice de orice formă de agresiune prin bombardamente aeriene , navale și submarine multilaterale asupra inamicului invadator. 
Exercițiul Mainbrace presupunea că 200 de nave să mențină apărarea Danemarcei și Norvegiei în caz de atac sovietic prin 1952.  A fost primul exercițiu NATO la care au luat parte  Statele Unite, Regatul Unit, Canada, Franța, Danemarca, Norvegia, Portugalia, Țările de Jos și Belgia. 
Exercițiile Grand Slam și Longstep au fost exerciții navale desfășurate în Marea Mediterana în 1952, practicând  asaltele amfibiene. Au fost implicate 170 de nave de război și 700 de aeronave.

### Exercițiul Strikeback

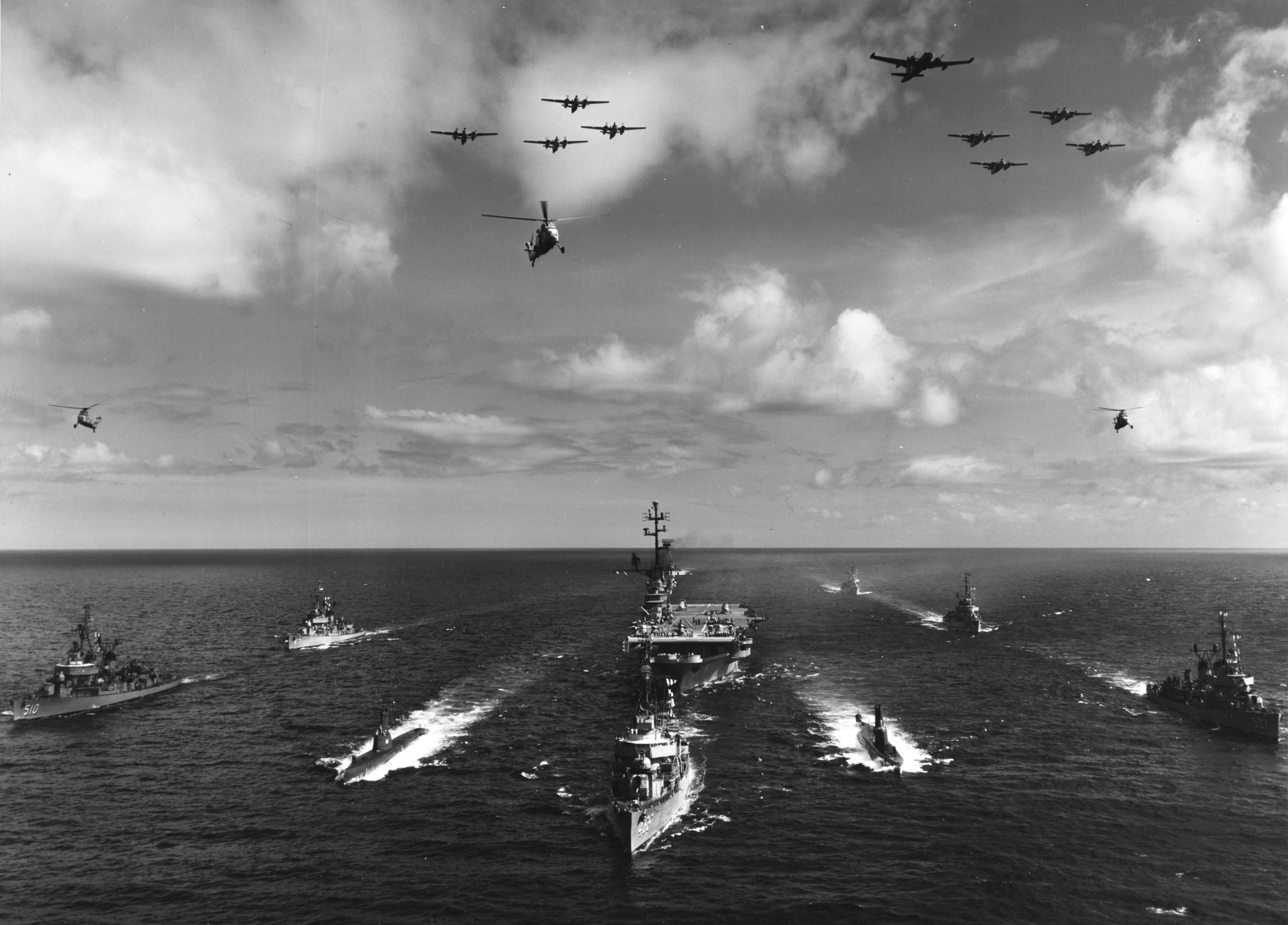
USS Valley Forge cu Task Group Alfa, in 1959

Strikeback a fost un exercițiu naval NATO desfășurat în 1957 care simula combaterea tuturor forțelor sovietice de către NATO, implicând 200 de nave de război, 650 aeronave și personalul naval al SUA, Regatului Unit, Canadei, Franței, Norvegiei și Țărilor de Jos.  

### Exercițiul  Reforger
Exercițiul Reforger a fost practicat anual pe durata războiului rece de către NATO.  Acest exercițiu presupunea că NATO să aibă abilitatea de a ampalsa rapid forțe militare în Germania de Vest într-un conflict cu Pactul Varșoviei.  Pactul Varșoviei depășea NATO în forțe convenționale și blindate.  NATO nu dorea totuși să recurgă la atacuri nucleare tactice, ci să mențînă o linie de apărare alcătuită din tancuri  împotriva trupelor sovietice, cu sprijin american de peste Atlantic.  

### Șapte zile pe râul Rin

Harta cu coordonate din exercitiul "sapte zile pe Rin" din 1979

A fost un exercițiu secret de simulare desfășurat în 1979 în care forțele NATO trebuiau să lanseze atacuri nucleare peste valea răului Vistula, rezultând 2 milioane de polonezi uciși în cazul în care sovieticii pătrundeau prin Germania de Vest și atacau Europa de Vest.  Că răspuns, forțele sovietice au fost alungate din Germania de Vest, Belgia, Țările de Jos și Danemarca.  Sovieticii aveau să se oprească la răul Rin în cea de-a șaptea zi.  Alte planuri  implicau stoparea sovieticilor la frontiera franceză în ziua a nouă.   Germania și Polonia ar fi fost anihilate în urmă schimburilor de atacuri nucleare, iar o mare parte din trupe și zeci de milioane de civili ar muri din cauza radiațiilor.  S-a estimat că NATO ar lovi cu arme nucleare în spatele liniilor sovietice aflate în avans pentru a le tăia rutele de aprovizionare. Nu s-a luat în calcul în cadrul acestui exercițiu că sovieticii ar putea ataca nuclear Franța și Regatul Unit.

### Exercițiul Able Archer
A fost un alt exercițiu  desfășurat de comandă europeană SUA care presupunea că în caz de invazie sovietică, forțele NATOA să folosească arme chimice și nucleare. 
"Able Archer 83", desfășurat pe 7 noiembrie 1983 timp de cinci zile,a simulat escaladarea conflictului și culminarea să cu atacuri nucleare coordonate.  
Natură realistica a exercițiului din 1983, cuplată cu deteriorarea relațiilor SUA-URSS și  anticiparea sosirii  rachetelor nucleare Pershing ÎI în  Europa, i-au determinat pe unii membri al Polituburoului sovietic să creadă că Able Archer era de fapt o declarație de război, ceea ce i-a făcut pe sovietici să pregătească rachetele nucleare și aeronavele, și să declare alertă în Germania de  Est și Polonia.   
Amenințarea războiului nuclear s-a încheiat cu sfârșitul exercițiului pe 11 noiembrie.  

### Inițiativa strategică de apărare
Pe 23 martie 1983, președintele american Ronald Reagan a propus proiectatea iniativei strategice de apărare și construirea unui scut antirachetă nordamerican  pe orbită planetei împotriva atacurilor cu rachete balistice intercontinentale lansate de un stat inamic, în special de Uniunea Sovietică, pe care o consideră un imperiu al răului. Deoarece proiectul prevedea să se instaleze în spațiul cosmic sateliți purtători de baterii de lansatoare, dotate cu radare și lasere pentru a depista și distruge mai ușor rachtele balistice, acesta a fost supranumit „Războiul Stelelor“. Deși din 1983 s-au cheltuit peste 100 de miliarde de dolari pentru realizarea proiectului, acesta a fost abandonat în 1991, când justificarea să a dispărut odată cu desființarea Pactului de la Varșovia la 1 iulie 1991 și cu destrămarea URSS.
Unii analiști consideră că sistemul gândit de președintele Reagan, chiar dacă nu a devenit funcțional, a dus totuși la căderea comunismului, prin atragerea Moscovei într-o nouă cursă a înarmării, care a falimentat URSS.

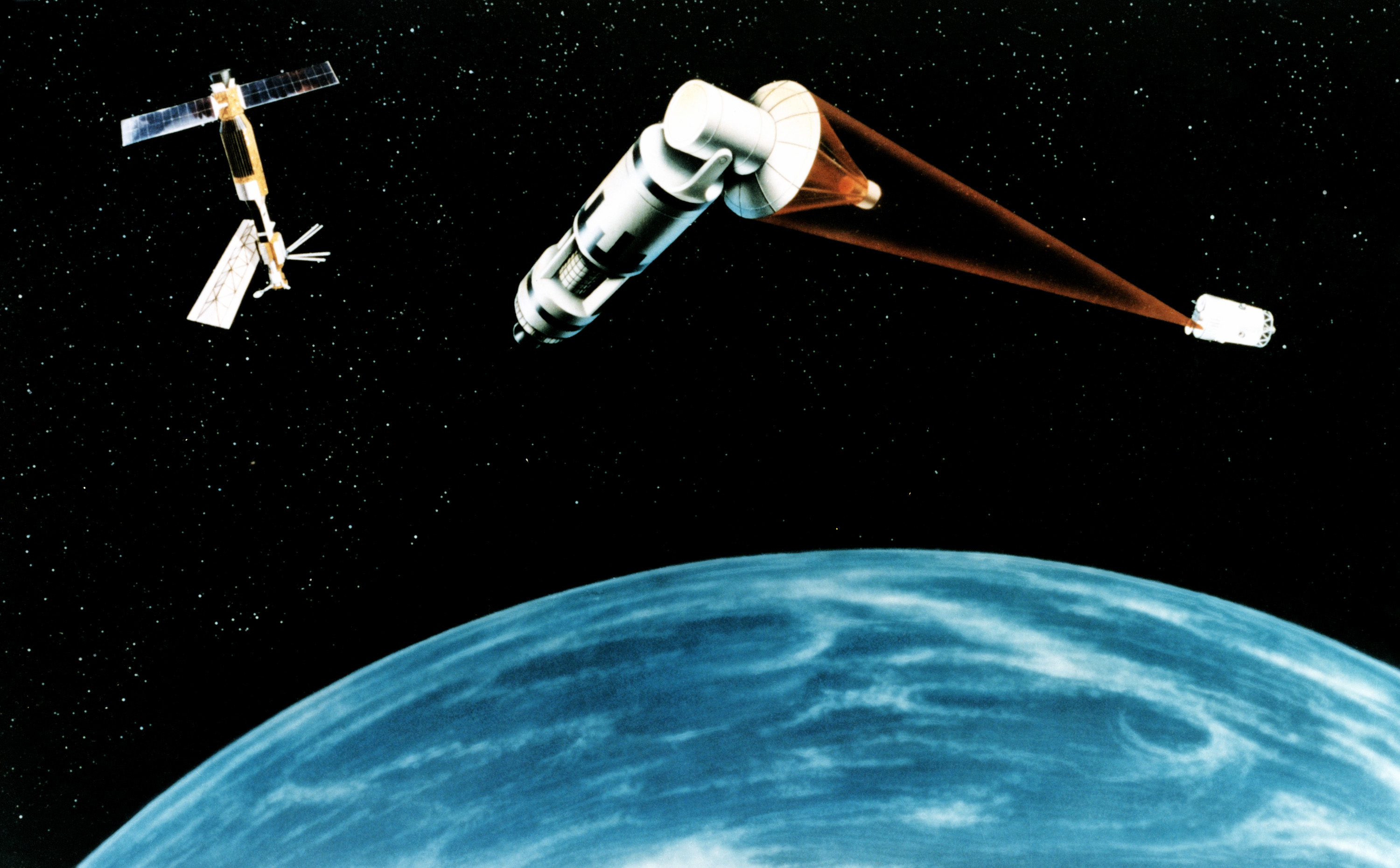
Sistemul de aparare alcatuit din sateliti cu laser
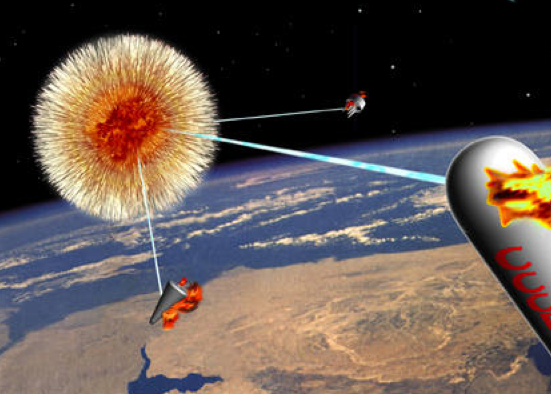
Laserul Excalibur tragand intr-o racheta intercontinentala
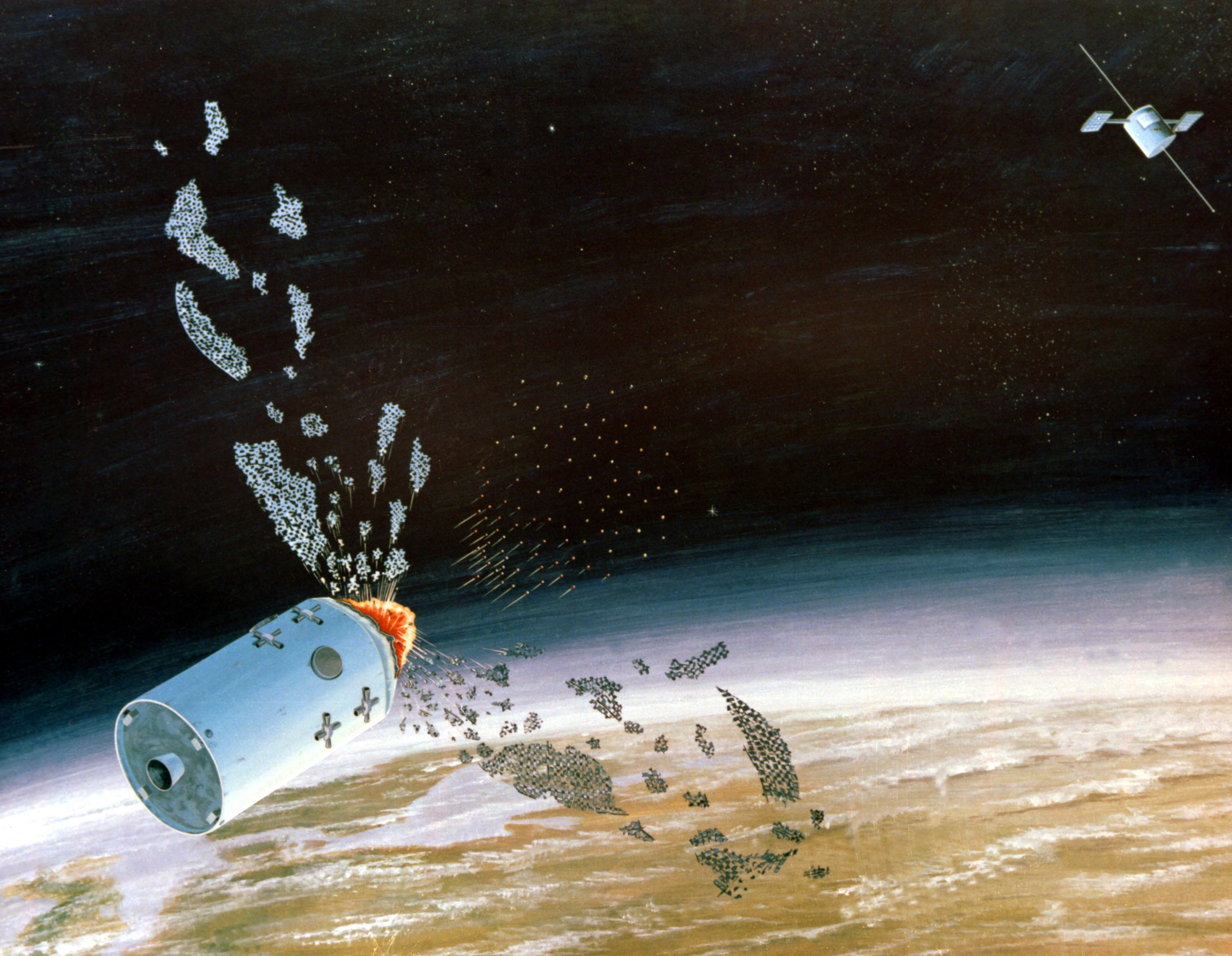
Desen reprezentând conceptul de armă spațială antisatelit (ASAT)
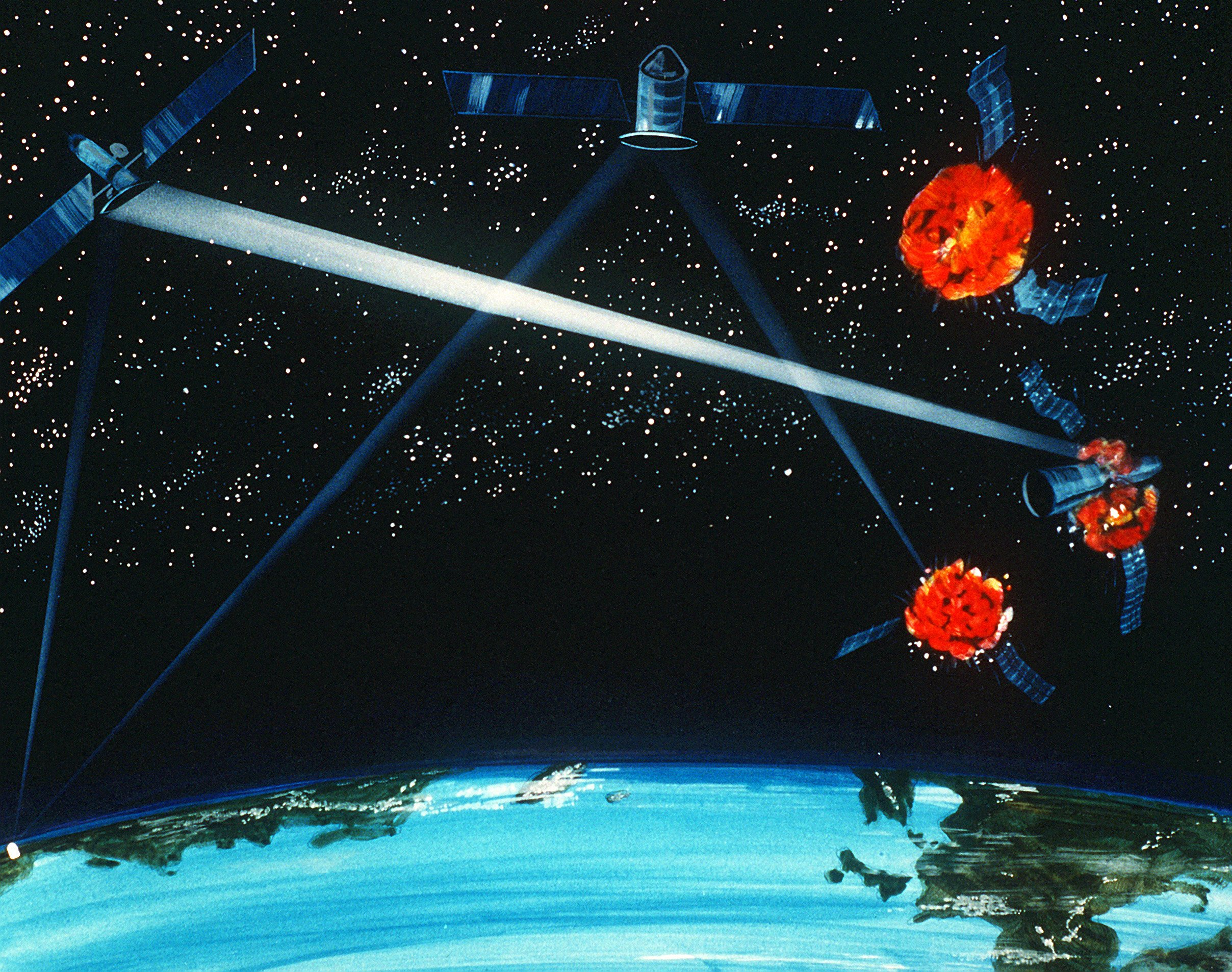
Un razboi imaginar dintre sateliti care trag cu laser
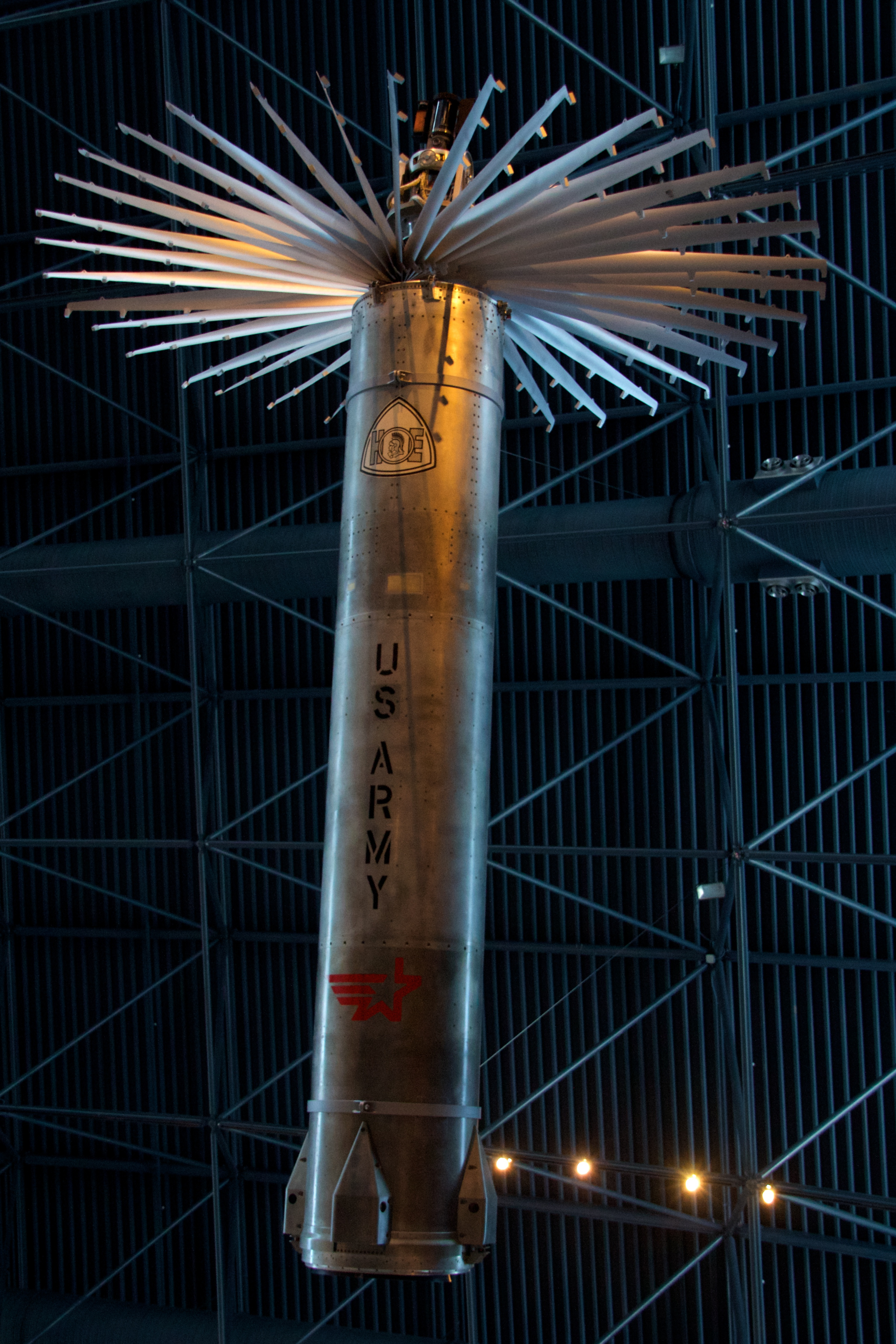
Vehicul experimental

## Momente critice din Războiul Rece

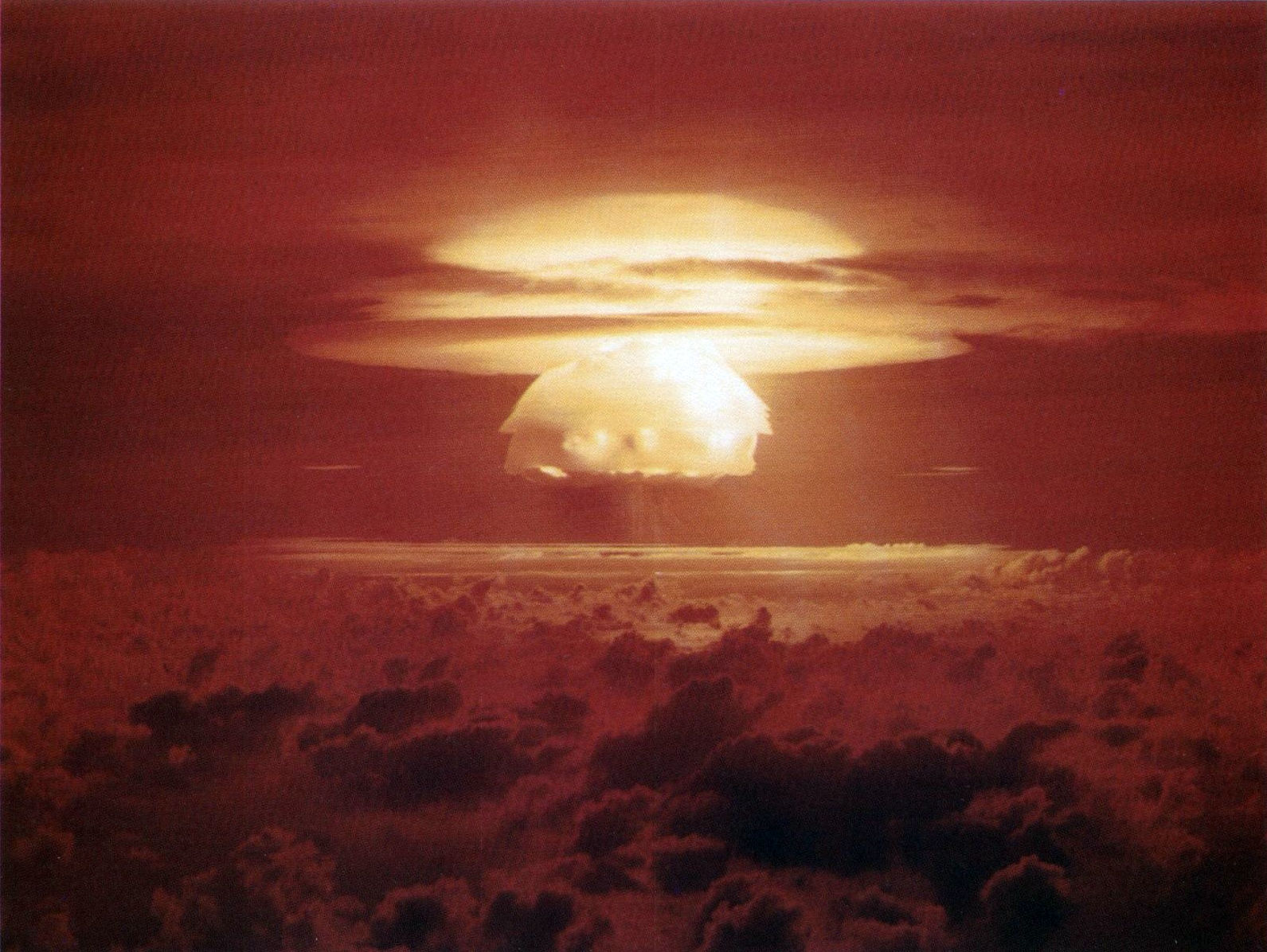
Test nuclear Castle Bravo

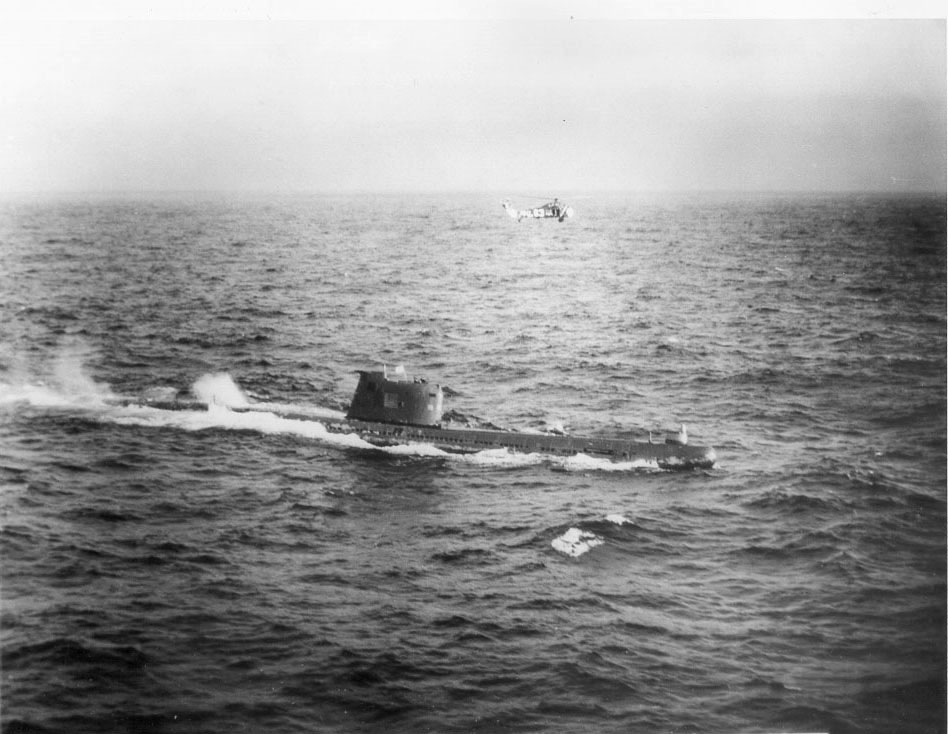
28 octombrie 1962: criza rachetelor din Cuba — elicopter american urmărind un submarin sovietic

Când s-a declanșat cursa înarmării în perioada războiului rece, un război apocaliptic dintre SUA și URSS a devenit  o posibilitate. Pe perioada războiului rece, din 1947 până în 1991, s-au petrecut numeroase evenimente și crize  ce puteau duce la declanșarea unui război de proporții.  
- Războiul din Coreea (25 iunie 1950-27 iulie 1953)-A fost un conflict între două coaliții ce luptau pentru controlul peninsulii coreene: coaliția comunistă ce includea Coreea de Nord, China și Uniunea Sovietică, și coaliția capitalistă ce includea Coreea de Sud, Statele Unite și  Comandă Națiunilor Unite.  S-a crezut că acest război regional va escalada într-un război total la scară mare între SUA, URSS și China. Corespondentul de război CBS Bill Downs scria în 1951 că războiul din Coreea ar putea fi începutul celui de-al treilea război mondial și că debarcarea briliant la Inchon și eforturile cooperative ar fi asigurat victoria Statelor Unite. Generalul Douglas McArthur a luat in considerare optiunea nucleara de a bombarda frontiera Coreea de Nord-China pentru a preveni astfel  intaririle de trupe chinezesti, dar presedintele american Harry Truman a refuzat si l-a concediat.   Au fost ucisi   2-3 milioane de civili si peste 500 000 de militari.   În realitate, războiul s-a încheiat cu un armistițiu și deschiderea unei zone demilitarizate la paralelă 38 dintre Coreea de Nord  (un regim totalitar comunist  condus de dinastia Kim) și Coreea de Sud (o democrație liberală-conservatoare), cele două țări fiind în continuare în conflict în ciuda unor tentative  eșuate de pacificare că cea din 2018 efectuată de președintele american Donald Trump.  Ultimul conflict major a avut loc in Yeonpyeong  in noiembrie 2010 cand un exercitiu sud-coreean, iar artileria nord-coreeana a tras in fortele sud-coreene  omorand 2 soldati si 2 civili.  Coreea de Nord a devenit o putere nucleara din 2006  si a efectuat numeroase teste pentru a intimida Coreea de Sud, Japonia si SUA.

- Criza Berlinului (4 iunie-9 noiembrie 1961) - Criza Berlinului a fost  o confruntare politico-militară între SUA și URSS pe punctul strategic Charlie unde tancurile americane și sovietice s-au amplasat pe poziții la 100 de metri distanță pe o parte și pe cealaltă parte. Cauza confruntării era statutul ocupațional al capitalei germane Berlin și a Germaniei postbelice.  Criză Berlinului s-a declanșat când URSS a lansat un ultimatum prin care cerea retragerea tuturor forțelor din Berlin, inclusiv a forțelor vestice din Berlinul de vest. Criză a culminat cu construirea Zidului Berlinului pe partea est-germană.   Criză s-a încheiat pe 28 octombrie după ce SUA și URSS au ajuns la o înțelegere și și-au retras tancurile.

- Criza Rachetelor Cubaneze (15-28 octombrie 1962)-  Criza Rachetelor Cubaneze a izbucnit atunci când sovieticii au amplasat rachete nucleare în Cuba că răspuns la intervenția americană eșuată în Golful Porcilor.    Criză s-a precipitat pe 27 octombrie când au avut loc trei incidente:  un submarin sovietic era gât să lanseze torpedoul nuclear atintind navele americane ce intrau în apele internaționale, însă ofițerul executiv sovietic  Vasili Arkhipov a oprit atacul;  doborârea avionului de spionaj Lokheed U-2 pilotat de Rudolf Anderson când viola spațiul aerian al Cubei;  interceptarea altui avion U-2 de către sovietici ce viola spațiul aerian al Siberiei.  Criză a fost soluționată prin negocieri.   În cele din urmă, printr-o comunicare pe o linie telefonică directă (telefonul roșu), liderii de la Washington și Moscova aveau abilitatea de a se contacta unul pe celălalt în timp real și nu mai comunicau prin mesaje.  După numeroase teste nucleare,  126 de națiuni au semnat tratatul de interzicere a testelor pentru a preveni detonarea armelor nucleare în atmosfera, precum și pe pământ și în mediul subacvatic pentru a preveni  distrugerea mediului înconjurător.  Peste 1000 de arme nucleare au fost detonate în cadrul testelor.

- Razboiul din Vietnam (1 noiembrie 1955-30 aprilie 1975)   -de-a lungul razboiului au fost momente cand se putea ajunge la un razboi SUA-URSS/China la scara mare.  Presedintele Lyndon B.Johnson a luat in calcul optiunea nucleara si de a trimite bombe nucleare in Vietnamul de Sud pentru a-i intimida sau chiar combate pe comunistii care controlau Vietnamul de Nord sprijiniti de China si URSS, dar s-a temut ca ar fi rezultat o retaliere in masa din partea Uniunii Sovietice care putea sa atace nuclear Vietnamul de Sud sau alti aliati din Asia de Sud-Est.   Presedintele american Richard Nixon a initiat pe 10-30 octombrie 1969 operatiunea secreta Giant Lance prin care a autorizat trimiterea unei escadrile de 18 bombardiere  B-52 asupra Oceanului Arctic.Scopul, dupa specificul teoriei "nebunului"  sau "diplomatiei nebune" (Nixon fiind recunoscut pentru radicalismul sau anti-comunist pe politica externa)  a fost de a constrânge atât Uniunea Sovietică, cât și Vietnamul de Nord să ajungă la un acord asupra unor condiții favorabile cu SUA și să încheie definitiv războiul din Vietnam.Operațiunea a fost ținută în secret, atât de publicul larg, cât și de autoritățile superioare din cadrul Comandamentului Aerian Strategic, destinată să fie observată doar de informațiile rusești . Nu s-au folosit deloc arme nucleare, dar americanii i-au bombardat pe nord-vietnamezi cu napalm si cu substante toxice ca agentul portocaliu , rezultand efecte negative pe termen lung asupra sanatatii copiiilor si mediului inconjurator. Operațiunea a durat o lună înainte de a fi incheiata,fara succes.  Razboiul din Vietnam  s-a limitat in a fi doar un conflict proxy dintre SUA si URSS/China, rezultand 4 milioane de soldati si civili morti.

- Conflictul sino-indian (1962)- a izbucnit in urma unei dispute teritoriale privind frontiera Himalaiei si rebeliunea tibetana care i-a acordat azil lui Dalai Lama.  S-au incercat  tentative de pacificare precum stabilirea Liniei McMahon, insa fara succes. In  1962 s-a ajuns la ciocniri violente intre soldatii indieni si chinezi pe frontiera nord-estica, Assam, rezultand mii de soldati ucisi.   Un al doilea conflict a izbucnit la Nathu La si Cho La (frontiera China-Sikkim)  in 1967 rezultand peste 400 morti, fiind incheiat cu armistitiu. Conflictele au reinceput din 2017, iar in iunie 2020 a rezultat o alta inclestare, rezultand zeci de soldati morti.  China e o putere nucleara din 1964 cand   a testat prima arma nucleara, iar India din 1974.

- Conflictul sino-sovietic (1969)  -  altercații la granița dintre China și URSS în insula Zhenbao  și răul Ussuri, de lângă Manchiuria,  ce ar fi putut duce la un război major dintre cele două puteri în urmă despărțirii din 1969. Conflictul s-a încheiat printr-un armistițiu, deși soldați chinezi au ucis soldați sovietici.

- Conflictul Indo-Pakistanez din 1971 -A fost o confruntare miltiara dintre India și Pakistan după războiul de eliberare al estului Pakistanului, izbucnind după atacuri aeriene preventive asupra stațiilor indiene ale forțelor aeriene, ceea ce a dus la altercații între armatele pakistaneze și indiene într-un război de independența al estului Pakistanului  aparat de forțele naționaliste bengaleze.   URSS a simpatizat cu est-pakistanezii, în vreme ce armata indiana avea suportul Americii și Chinei. Până la urmă, conflictul a fost încheiat cu un tratat de prietenie indo-soviet în august 1971.    America a început să se alieze cu Pakistanul pentru a reduce astfel influență sovietică în Asia de Sud și au încheiat și o alianța formală cu India.   Între timp, conflictul indo-pakistanez încă nu este stins în ce privește lupta pentru controlul teritoriului Kashmir, izbucnit din 1947, și rezultat cu altercații și tensiuni în 1965, 1971, 1999, 2010 și 2019.   India e o putere nucleara din 1974, iar Pakistan din 1998.

- Războiul de Yom Kippur (6-25 octombrie 1973) -Cunoscut și că războiul de Ramadan sau războiul din octombrie, a început după ce statele arabe au atacat Israelul. Israelul a contratacat cu succes, având sprijinul SUA, pe când statele arabe erau sprijinite de URSS. S-ar fi ajuns la un război naval dacă ONU nu încheia armistițiul cu  rezoluția 339.  Israel a devenit o putere nucleara din 1960 dupa ce a realizat un test nuclear in parteneriat cu Franta. Insa tine secret numarul armelor nucleare depozitate, fabricate sau testate, neluand parte la acordul global de neprofilare nucleara.

- Eroarea computerelor NORAD - 9 noiembrie 1979- SUA erau pregătite de atac nuclear masiv după ce au văzut pe un monitor NORAD indicații că sovieticii au lansat rachete nucleare.   S-a realizat în cele din urmă că era doar o eroare, dar una care a produs o atmosfera de panică în unitatea NORAD.

- Alarma nucleară falsă - 26 septembrie 1983-O alarmă falsă a avut loc în sistemul sovietic când a arătat că rachete intercontinentale americane erau lansate din bazele americane spre URSS.  Sovieticii erau pregătiți să lanseze un atac total, dar ofițerul al forțelor de apărare aeriene, Stanislav Petrov, a realizat că era o defecțiune de sistem și a prevenit atacul.

- Able Archer (2-11 noiembrie 1983) -În urmă unui exercițiu NATO de 10 zile,  unii membri al biroului sovietic au tratat acest eveniment că o provocare la război și a pregătit un contra-atac coordonat alarmand unitățile aeriene  din Germania de Est și Polonia să riposteze. Însă pregătirile sovietice au încetat după ce americanii au încheiat exercițiul.

## Momente critice de după Războiul Rece

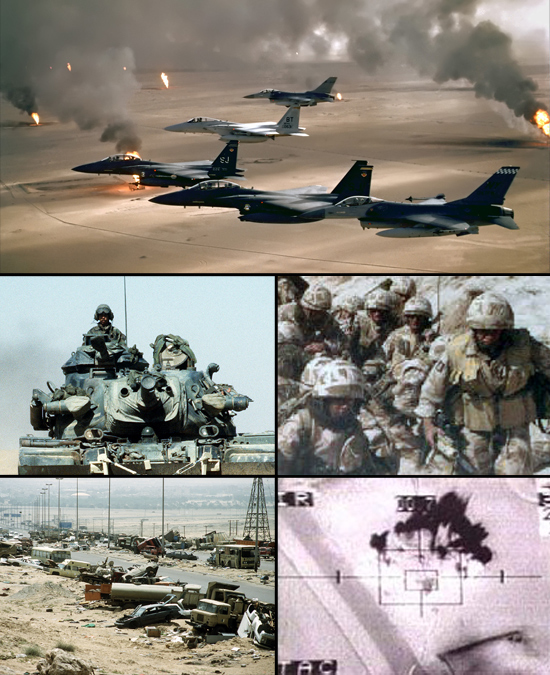
Războiul din Golf

După încheierea Războiului Rece au mai apărut diferite evenimente interpretate de unii specialiști ca fiind posibile motive pentru izbucnirea unui viitor presupus război mondial, astfel;
- Incidentul cu rachetă norvegiană ( 25 ianuarie 1995) -O stație din Olenegorsk a interpretat pe radar că o rachetă norvegiană a fost lansată de savanții norvegieni și americani din lansatorul de rachete Andoya, și rușii s-au pregătit de retaliere nucleară. Însă comandamentul rus a determinat că rachetă nu va intră în spațiul aerian al  Rusiei.
- Incidentul din aeroportul Priștina (12 iunie 1999)-După incheierea războiului din Kosovo,  250 de activiști ruși care lupta pentru pace au ocupat aeroportul la sosirea trupelor NATO. * Comandantul suprem al Europei  al NATO, generalul Wesley Clark a ordonat forțelor NATO să folosească forță împotriva rușilor. Mike Jackson, general britanic, i-a contactat pe ruși pe durata incidentului, refuzând să respecte ordinul generalului, susținând că nu dorea să izbucnească un al treilea război mondial.   Căpitanul James Blunt, un ofițer NATO, a primit ordinul "DISTRUGE" de la Clark prin radio, dar a urmat ordinele lui Jackson de a înconjura aeroportul.
- Războaiele din Golf. Pe 2 august 1990, Irakul, condus de Saddam Husein, a invadat emiratul Kuweit și l-a anexat. O.N.U. a condamnat agresiunea și a instituit un embargo comercial împotriva Irakului și, față de refuzul Bagdadului de a-și retrage trupele, a declanșat, la 3 ianuarie 1991, o operațiune militară (Operațiunea "Furtună în deșert"), grosul forțelor aeriene fiind asigurat de Statele Unite; Saddam Hussein a recurs la utilizarea armelor chimice in Kuweit.

- Conflictul diplomatic dintre Iran și Statele Unite a generat câteva speculații în legătură cu posibilitatea declanșării unui ipotetic al Treilea Război Mondial, Statele Unite fiind deja implicate într-o luptă contra terorismului internațional, purtată militar în Afganistan și Irak, încercuind, de fapt, Iranul;

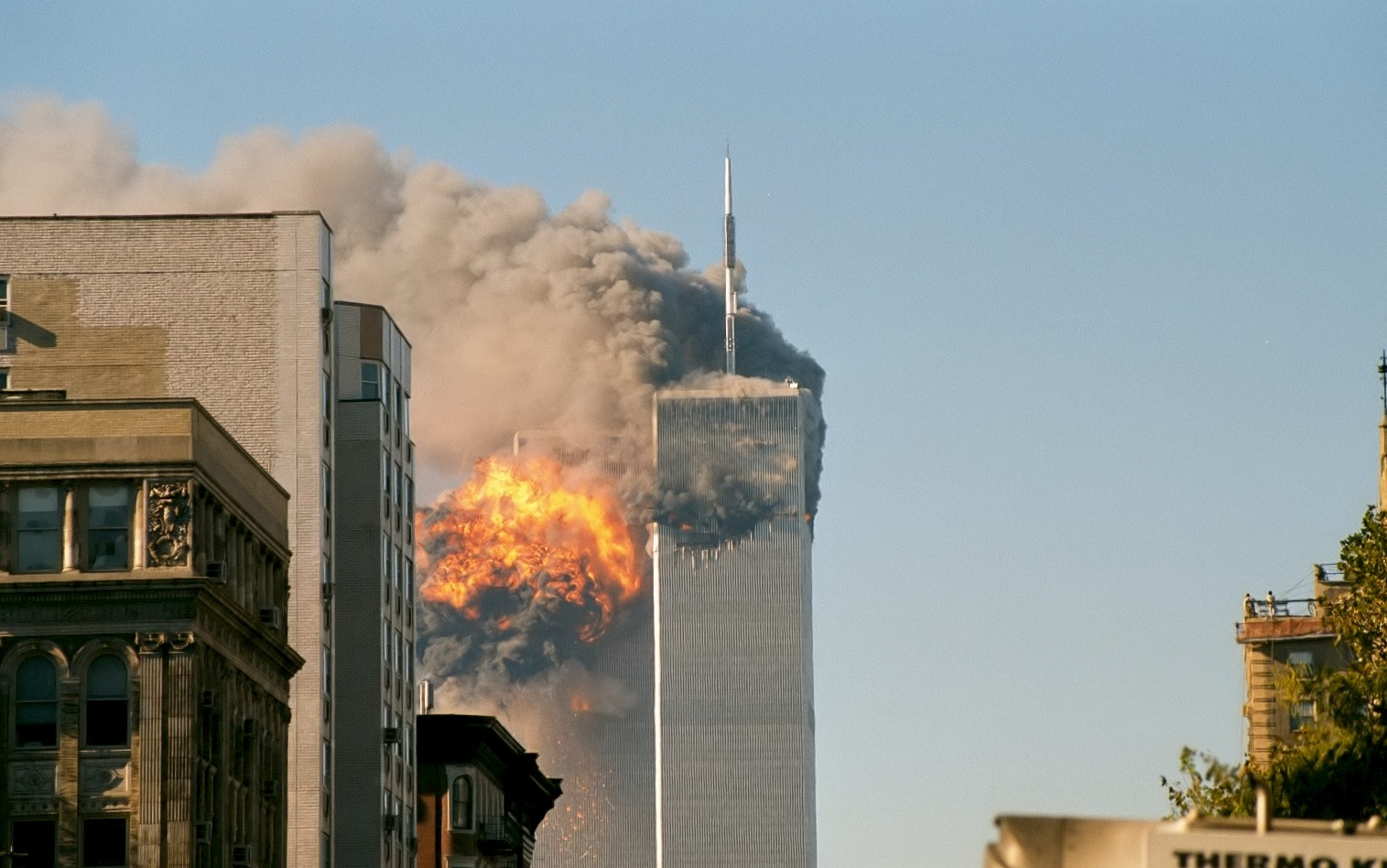
Atentatul de la WTC pe 9/11

- Lupta contra terorismului internațional, pornită, oficial, de Statele Unite și alte națiuni după atacul din 11 septembrie 2001 asupra World Trade Center și altor clădiri oficiale americane; in 2001-2003, americanii desfasoara o serie de interventii militare in Afghanistan, Pakistan, precum si Irak pentru movitul ca regimul lui Saddam Hussein detinea arme de distrugere in masa. In Afghanistan, regimul taliban este inlaturat, iar in Irak, Saddam Hussein este capturat si executat de autoritatile irakiene. Autorul atentatului de la 11 septembrie, Osama bin Laden, refugiat in Pakistan, a fost ucis in urma unei operatiuni secrete americane in 2011.

- În 2005, președintele iranian Mahmoud Ahmadinejad milita pentru un război al musulmanilor pentru ștergerea statului evreu de pe hartă. De atunci și până la încheierea acordurilor diplomatice cu SUA în 2014, Israelul era determinat să efectueze intervenții militare ùn Iran de teamă că acesta dezvolta armament nuclear.
- În 2008, Rusia a intervenit în Georgia pentru a apara regimul separatist oset. Intervenția Rusiei a fost condamnată, iar relațiile dintre occident s-au răcit de atunci.
- Testele nucleare efectuate de Coreea de Nord. În 26 august 2009 Rusia decide să amplaseze rachete antiaeriene S-400 în Extremul Orient rusesc, pe fondul îngrijorărilor legate de testele nucleare și de rachete efectuate de Coreea de Nord. Consiliul de Securitate al Organizației Națiunilor Unite condamnă, periodic, testele efectuate de Coreea de Nord și menține regimul de sancțiuni împotriva sa.

Norman Podhoretz, în cartea sa World War IV: The Long Struggle Against Islamofascism, sugerează că Războiul Rece poate fi identificat cu Al Treilea Război Mondial, deoarece luptele s-au dat, deși prin procură, la o scară globală, iar combatanții principali (Statele Unite și, mai târziu, NATO, pe de o parte, și Uniunea Sovietică și țările Pactului de la Varșovia, pe de altă parte) au furnizat suport politic, militar și economic altor combatanți, fără ca taberele principale să intre în luptă directă. Eliot Cohen, director de studii strategice la Universitatea Johns Hopkins, a declarat, în Wall Street Journal, la cca. o lună după atacurile din 11 septembrie, că lupta împotriva terorismului ar necesita un conflict militar dincolo de invazia din Afganistan. Cohen, ca și Marenches, consideră că Al Treilea Război Mondial este deja istorie. „O denumire mai puțin apreciată, dar mai precisă este Al Patrulea Război Mondial” scria el. „Războiul rece a fost Al Treilea Război Mondial, lucru care ne amintește că nu toate conflictele globale implică mișcări de milioane de soldați sau linii convenționale ale frontului pe hartă.” Într-un interviu din 2006, președintele Statelor Unite George W. Bush a etichetat Războiul împotriva terorismului în curs de desfășurare ca fiind al Treilea Război Mondial.
Pe 10 iulie 2011, în emisiunea The Big Story (de la Fox News), gazda emisiunii, John Gibson, i-a spus savantului Michael Ledeen (de la American Enterprise Institute) că „unii numesc războiul global împotriva terorismului altfel, ceva de genul al Treilea Război Mondial.” Dar Ledeen i-a răspuns că „este mai mult al Patrulea Război Mondial, deoarece a existat un război rece, care a fost cu siguranță un război mondial.” Ledeen a mai adăugat că „probabil, începutul [celui de-al Patrulea Război Mondial] a fost Revoluția Iraniană din 1979.” Asemănător, la 24 mai 2011, în emisiunea Kudlow and Company (de la CNBC) gazda emisiunii Lawrence Kudlow, comentând o carte scrisă de fostul subsecretar adjunct al apărării Jed Babbin, a spus că „al Patrulea Război Mondial este războiul împotriva terorismului și că războiul cu China va fi al Cincilea Război Mondial”.

### Conflictele din anii 2010
- La 23 noiembrie 2010, Coreea de Nord a atacat, cu obuze, o insulă sud-coreeană[5][6]. Conform unor surse Coreea de Nord are opt bombe atomice[7].
- La 26 ianuarie 2011, se declanșează Războiul Civil Sirian. Ca urmare a unui presupus atac cu arme chimice,[8] Statele Unite doresc să declanșeze o intervenție militară în Siria.[9] Rusia, China și Iranul se opun acestui atac,[10][11] avertizând că vor fi consecințe catastrofice pentru regiune.[12] Marina americană a mobilizat deja patru nave de război în estul Mării Mediterane, fiecare navă având cca. 90 de rachete cu rază lungă Tomahawk. De asemenea, Marina Militară Rusă a trimis o navă antisubmarin și un lansator de rachete în Marea Mediterană.[13]

- Intervenția armată rusă în Ucraina din 2014: Vladimir Ștoli, profesor la Academia rusă de Economie Națională și Administrare Publică, este de părere că tensiunea din rândul comunității internaționale privind evenimentele din Ucraina nu reprezintă o escaladare a Războiului Rece, ci este vorba despre începutul celui de-Al Treilea Război Mondial.[14]

- Cu ocazia unei ceremonii de comemorare a Primului Razboi Mondial, Papa Francisc sustine ca cel de-al Treilea Război Mondial a început deja, iar ca mărturie stau conflictele din estul Ucrainei, Siria și Irak. [15]

Teritoriul controlat de Statul Islamic

- Mihail Gorbaciov a afirmat, în 2015, că tensiunile dintre Rusia și Occident din cauza crizei din Ucraina pot declanșa un război nuclear.[16]
- Regele Abdullah a II-lea a discutat despre problema terorismului și a extremismului și în special depre ISIS ca despre un al treilea război mondial , însă neconventional. Foarte mulți oameni din alte țări sunt recrutați de această grupare, conform declaratiilor date de ministrul Afacerilor Externe al Iordaniei, Nasser Judeh la Reuniunea Anuală a Diplomației Române. [17]
- În urma atentatului din Franța de pe 7 ianuarie 2015, Ibrahim al-Jaafari, șeful diplomației irakiene, a declarat că lupta împotriva Statului Islamic este de fapt al Treilea Război Mondial și a avertizat că toate capitalele sunt în pericol.

### Conflictele curente din anii 2020
Pe 3 ianuarie 2020, mutilizatori de pe internet și mass-media au speculat că uciderea generalului iranian Qassem Soleimani de către o dronă la comanda președintelui american Donald Trump ar putea declanșa cel de-al treilea război mondial. 
O ripostă militară din partea Iranului asupra bazelor militare americane din Irak și asupra Israelului ar fi putut duce la intervenție militară a Statelor Unite ale Americii, ce ar fi escaladat ulterior într-un război dintre SUA și Rusia, Iranul fiind aliat principal al Rusiei în orientul mijlociu.
Teama de un al treilea război mondial a fost reaprinsă la scară globală pentru prima oară de la sfârșitul Războiului Rece din 24 februarie 2022, când Rusia invadează Ucraina. 
De la izbucnirea războiului, principalii lideri implicați, președintele american Joe Biden și președintele rus Vladimir Putin, au avertizat că escaladarea conflictului ruso-ucrainean într-un război direct dintre Federația Rusă și NATO s-ar termina cu un al treilea război mondial. 
Joe Biden a avertizat despre că criza din Ucraina este cea mai mare de la criza rachetelor din Cuba din 1962. 
Această evaluare este împărtășită de politologul John Mearsheimer 
, care consideră că războiul din Ucraina este chiar mai periculos decât criza rachetelor din Cuba.  Președintele rus Vladimir Putin, la rândul său, a vorbit despre o escaladare a conflictului într-un al treilea război mondial dacă Ucraina va fi acceptată în NATO. 
Pe 22 aprilie 2024,  un expert rus în politică externă, Fyodor Lukyanov, a declarat la Beijing că al Treilea Război Mondial a început deja. El a susținut că, în loc de un conflict global care ar escalada rapid spre război nuclear, acest război mondial este purtat sub forma unui lanț de conflicte regionale, de la războiul din Ucraina, la războiul din Gaza, până la tensiunile din Marea Chinei de Sud, strâmtoarea Taiwan și Peninsula Coreeană, conflicte regionale în care sunt implicate toate marile puteri, fie în calitate de combatanți, fie pentru a acorda sprijin. Cu excepția invaziei Ucrainei de către Rusia și a războiului îngrozitor al Israelului din Gaza, celelalte tensiuni regionale încă nu au izbucnit în conflicte în toată regula. Dar el avertizează că dacă o fac, cele mai mari două superputeri, China și Statele Unite, ar putea ajunge la o confruntare militară directă. 
În multiple interviuri înregistrate în circumstanțe oarecum ocazionale, comparând conflagrațiile celor două războaie mondiale cu războaiele de intensitate scăzută în curs din secolul XXI , Papa Francisc a spus: „Lumea este în război, pentru că și-a pierdut pacea ” și „poate că” se poate vorbi de un al treilea război, unul escaladat încetul cu încetul”. 
În anii 2020, creșterea războaielor în lume a ridicat temeri privind o escaladare globală, mai ales din cauza alinierii actorilor din războiul ucrainean, războiul dintre Israel și Hamas, războiul civil din Yemen, războiul civil sirian, războiul civil sudanez, războiul civil din Birmania, criza din Niger și criza din Haiti, precum și escaladarea tensiunilor între Coreea de Nord și Coreea de Sud , Venezuela și Guyana și între China și Taiwan.  
Pe Foreign Policy, pe 23 aprilie 2024, a fost publicat un articol cu titlul Axa răsturnării (sau Axa tulburării)-Cum se unesc adversarii Americii pentru a răsturna ordinea globală. Washington Post susține că Rusia, China, Iran și Coreea de Nord formează o nouă Axă a Răului 2.0. (denumire inspirată după cea a președintelui George W.Bush pentru Axa Irak-Iran-Coreea de Nord).  

#### Invazia rusă a Ucrainei

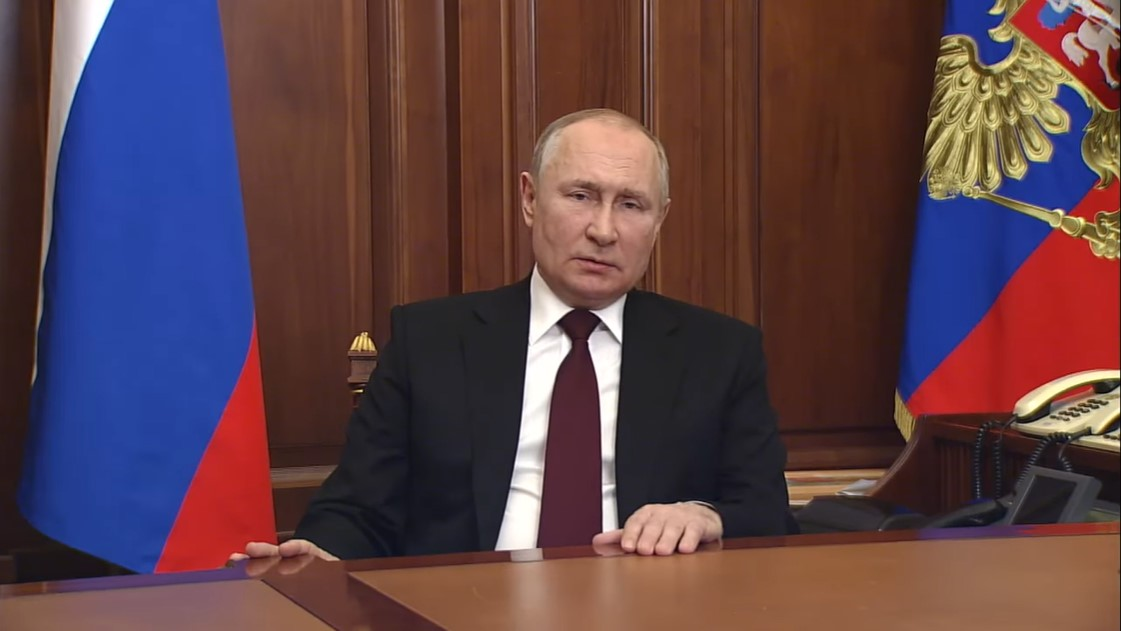
24 februarie 2022: Vladimir Putin ordonă declanșarea „Operațiunii Militare Speciale pentru demilitarizarea și denazificarea Ucrainei”

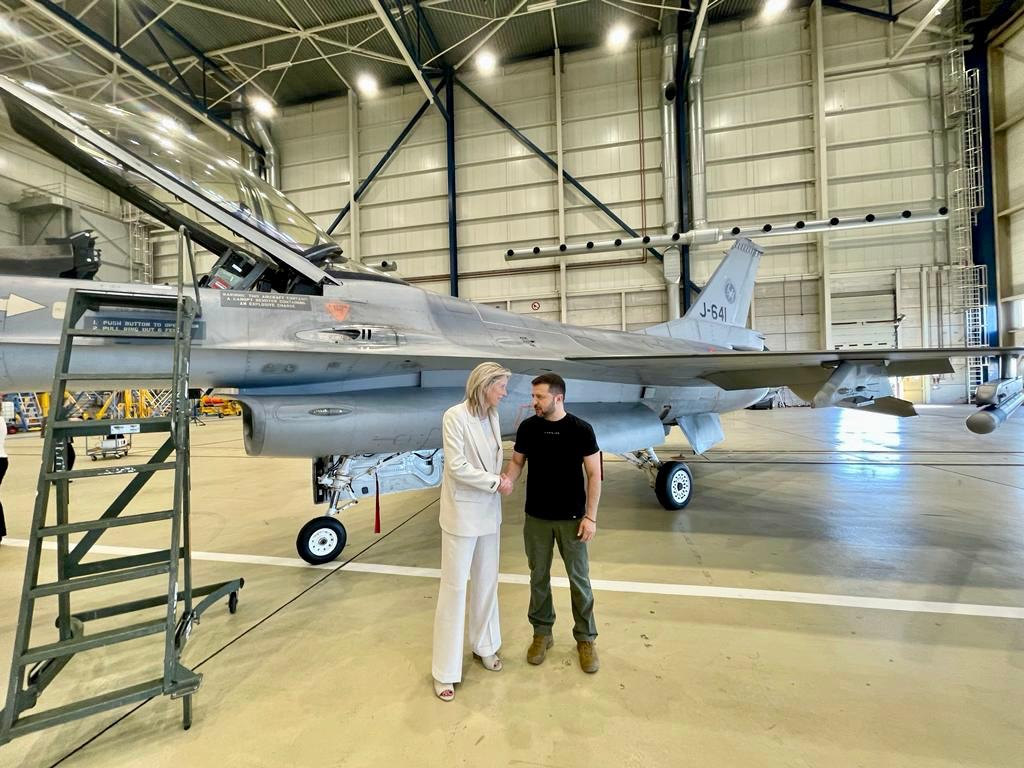
Volodimir Zelenski, președintele Ucrainei, se întâlnește cu ministrul olandez al Apărării Kajsa Ollongren la baza aeriană Eindhoven. Țările de Jos fac parte din coaliția statelor membre NATO care vor furniza avioane de luptă F-16 către Ucraina

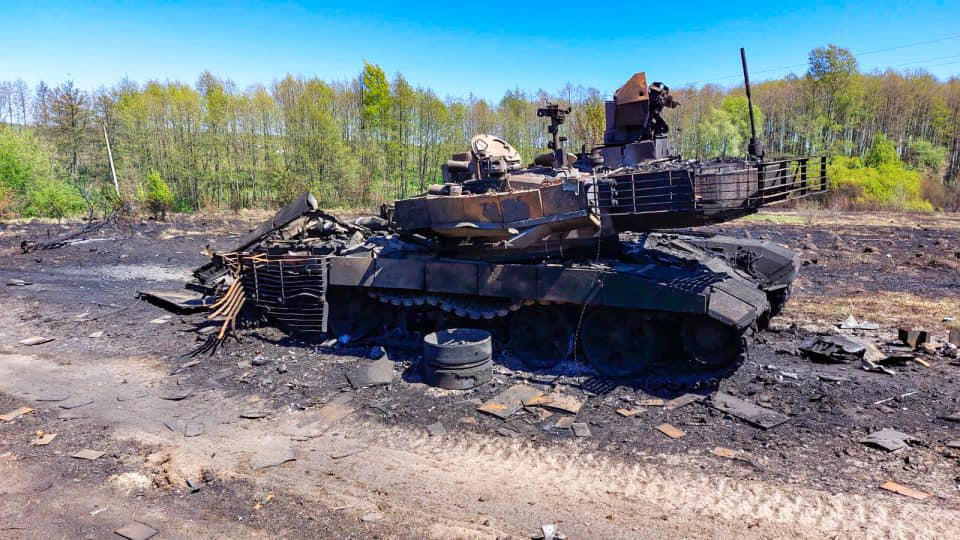
Tanc rusesc T-90 distrus de forțele ucrainene

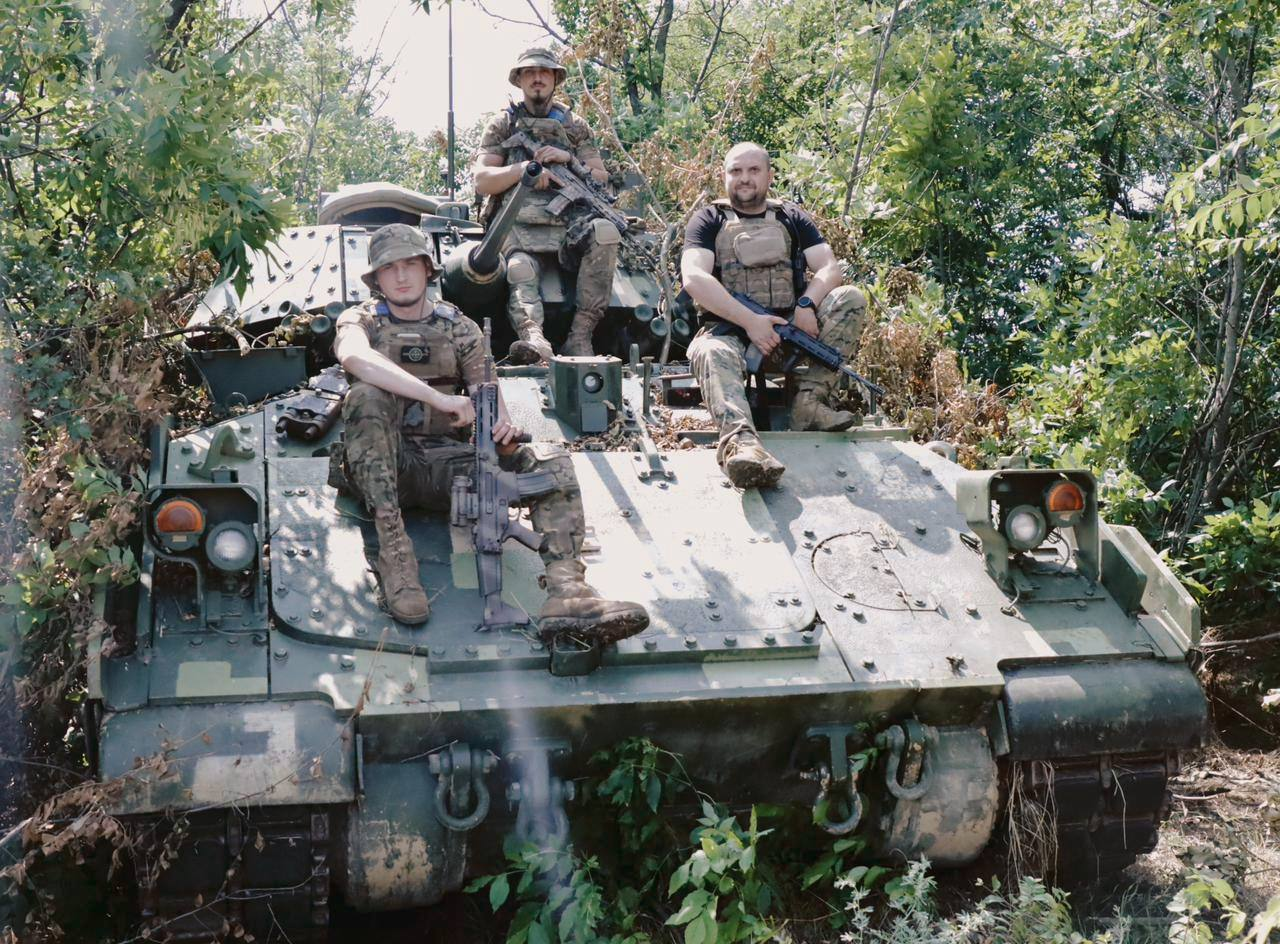
Echipaj ucrainean folosind un vehicul blindat de luptă american Bradley

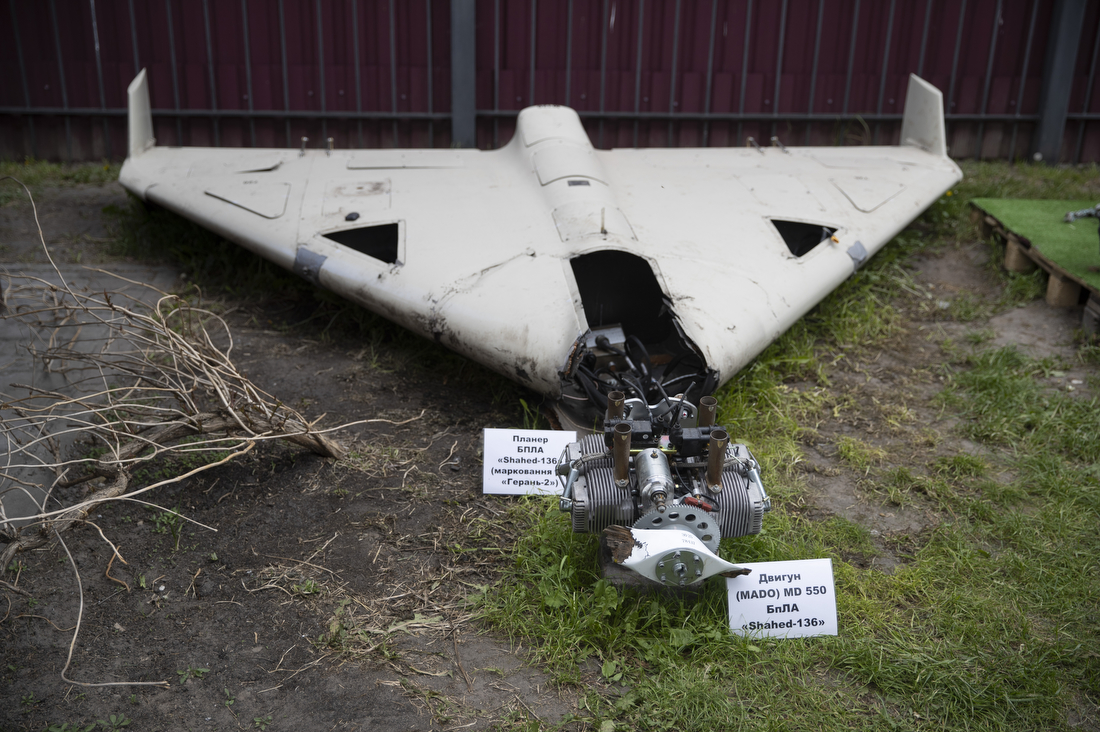
Rămășițele dronei kamikaze Shahed 136 de fabricație iraniană, utilizată de Rusia în războiul cu Ucraina

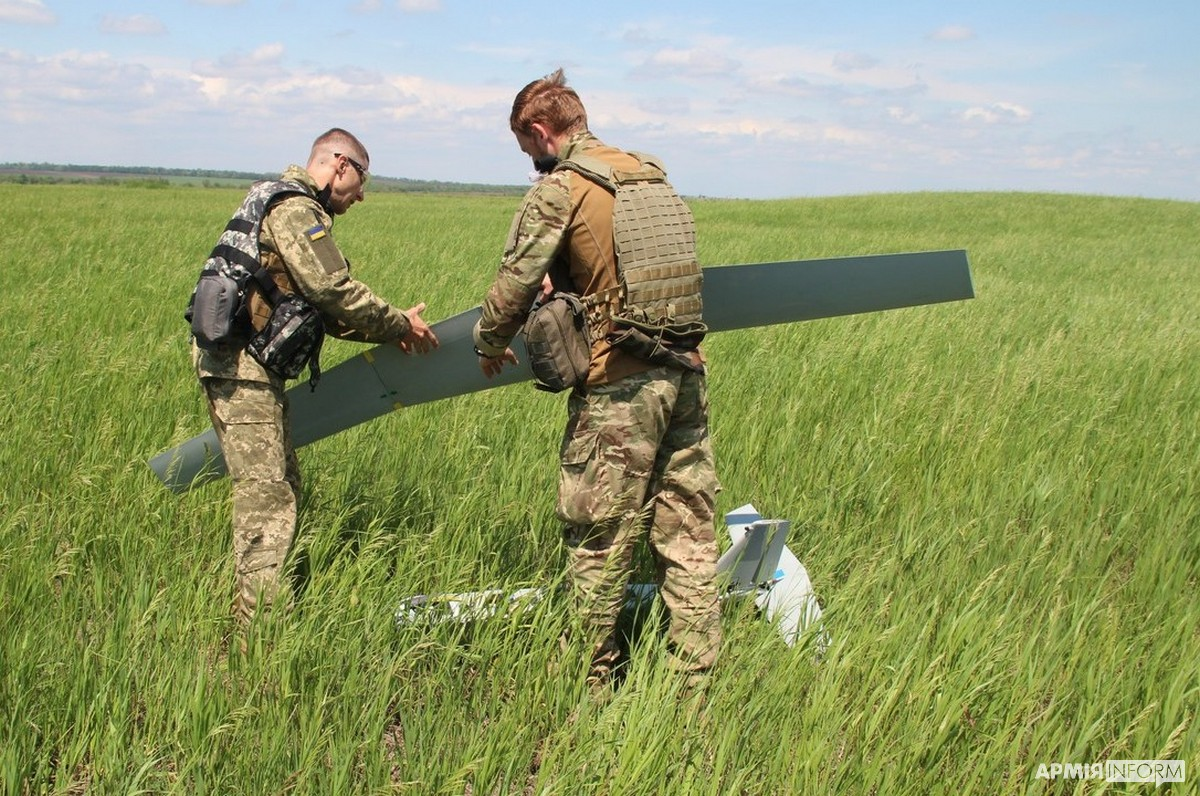
Soldații ucraineni folosesc dronă americană RQ-20 Puma

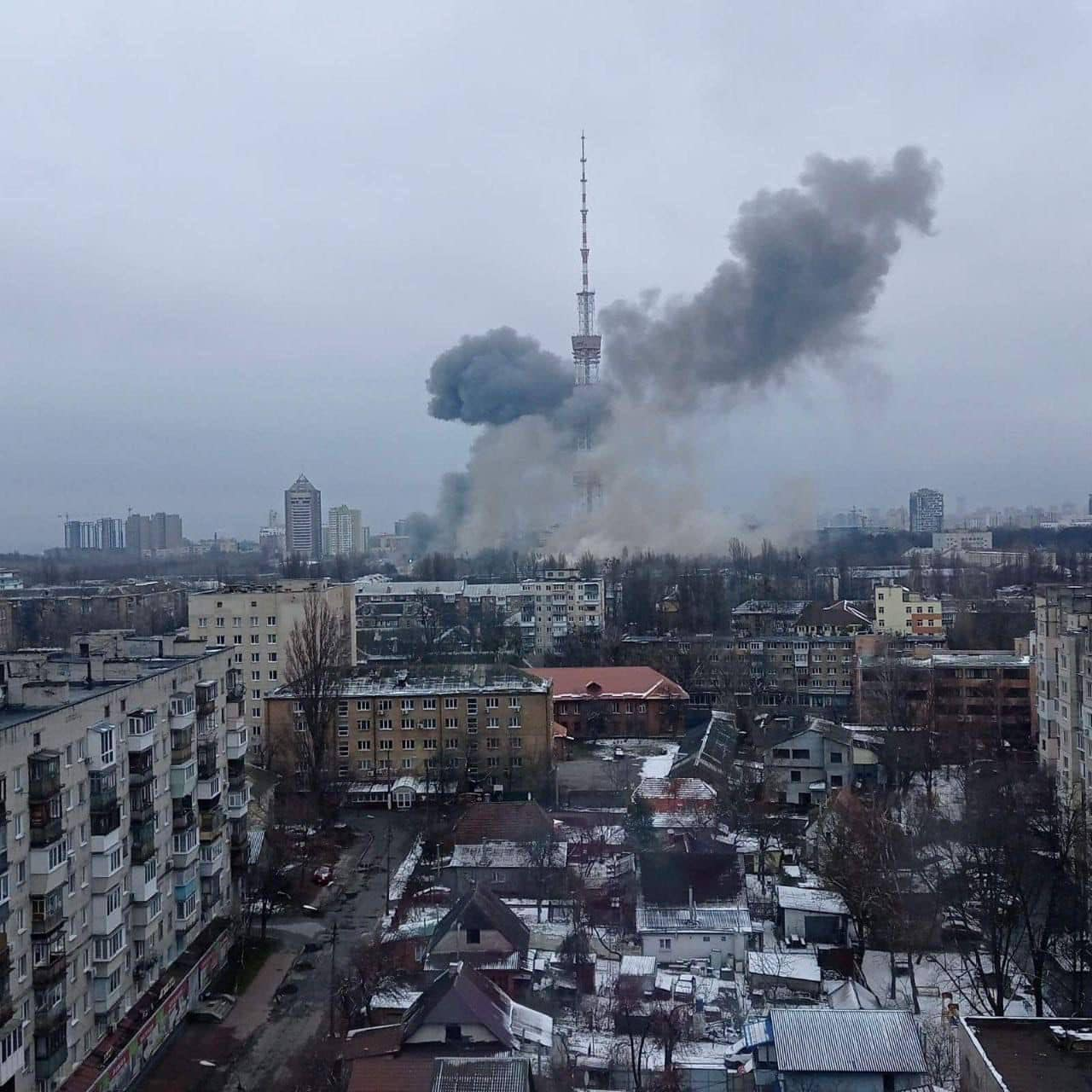
Bombardamentul rusesc asupra Kievului

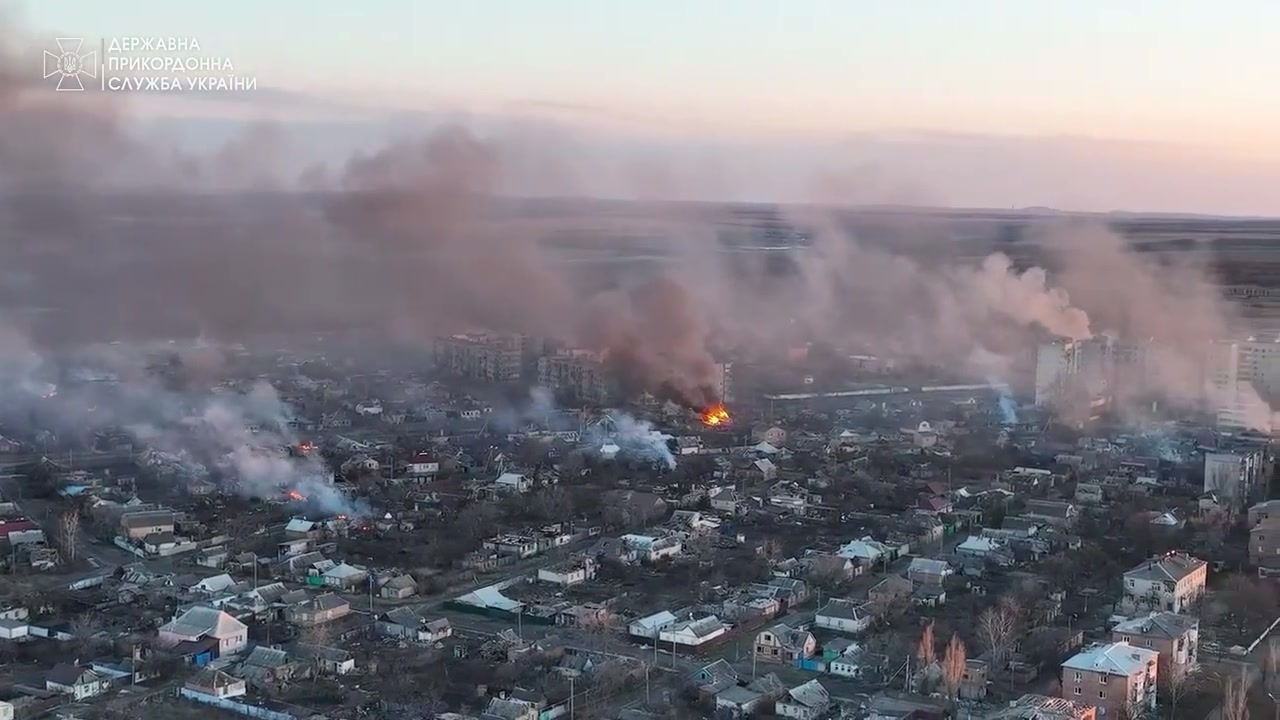
Bakhmut după bătălie

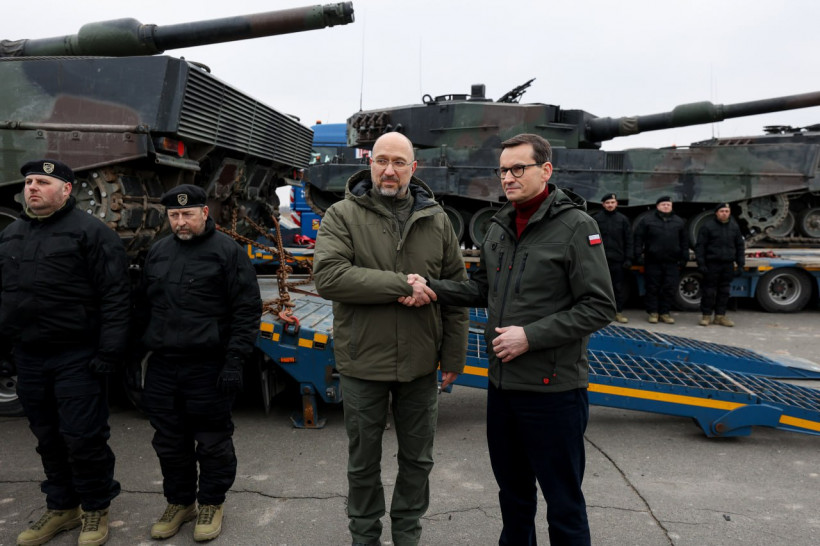
Prim-ministrul Ucrainei Denys Shmyhal s-a întâlnit la Kiev cu președintele Consiliului de Miniștri al Poloniei Mateusz Morawiecki pentru a primi tancurile Leopard de fabricație germană.

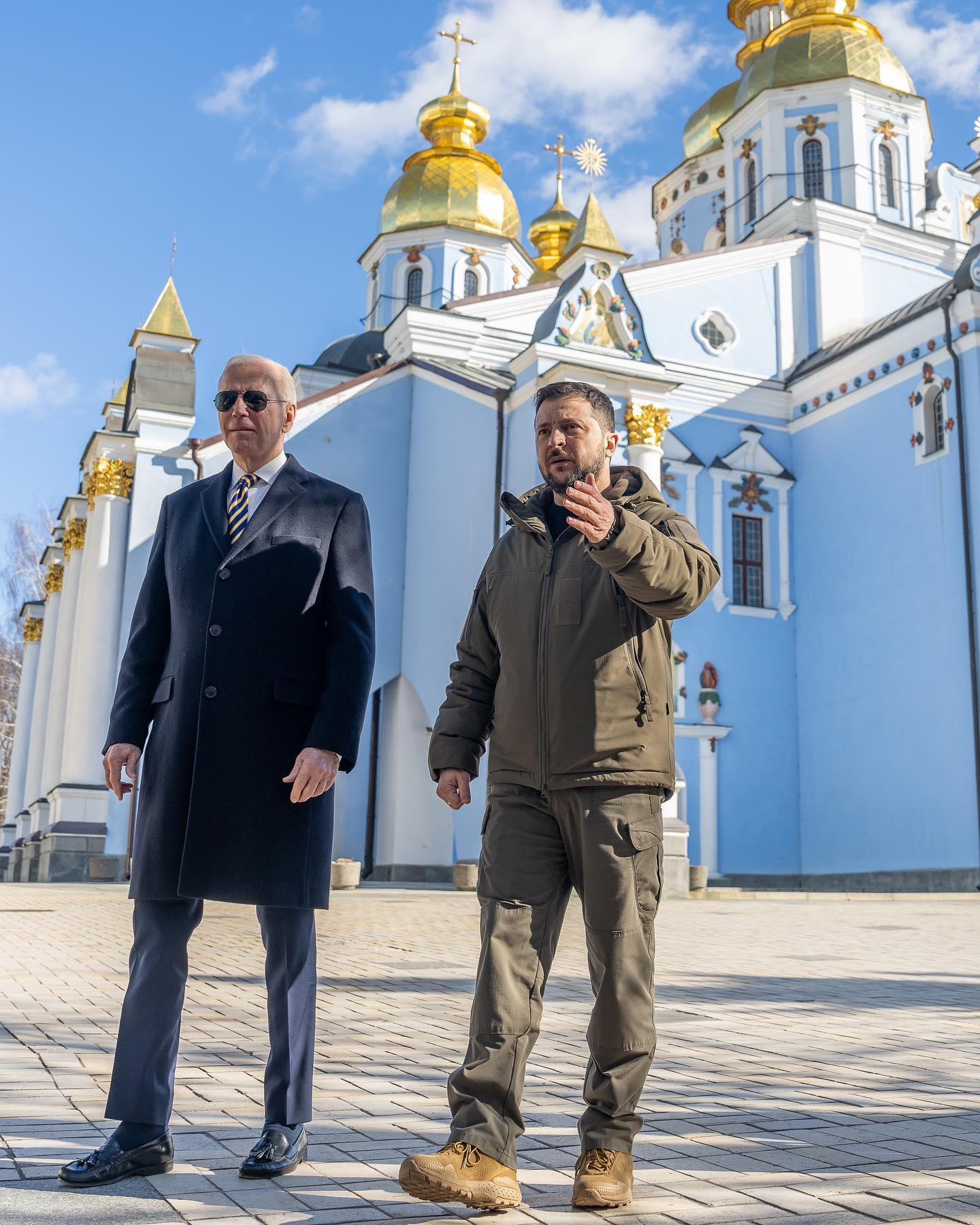
Vizita surpriză a președintelui american Joe Biden la Kiev, 20 februarie 2023

Pe 24 februarie 2022, președintele Federației Ruse Vladimir Putin a ordonat invazia la scară largă a Ucrainei, marcând un moment de escaladare a conflictului ruso-ucrainean și a tensiunilor cu NATO ce au debutat din 2014. 
Invazia a fost descrisă de publicații ca fiind cel mai mare conflict militar din Europa de la Al Doilea Război Mondial.

 Mai multe guverne din statele membre NATO și UE au condamnat invazia rusă a Ucrainei și au ripostat prin sancțiuni internaționale împotriva Kremlinului.  Rusia a fost exclusă din SWIFT, iar spațiul aerian occidental a fost închis pentru aeronavele rusești. 30 de state membre NATO (numărul a crescut între timp la 32 după aderarea Finlandei și Suediei) au furnizat ajutoare financiare și militare Ucrainei.
Mai mulți oficiali ruși, inclusiv președintele Putin, ministrul rus de Externe Serghei Lavrov și Vicepreședinte al Consiliului de Securitate al Rusiei Dimitri Medvedev, au emis amenințări că Rusia va folosi arme nucleare împotriva Occidentului dacă NATO va interveni în Ucraina sau va amenința „securitatea și integritatea teritorială a Federației Ruse”. 
Președintele Statelor Unite ale Americii Joe Biden și secretarul general al NATO Jens Stoltenberg au făcut declarații prin care reafirmă răspunsul NATO în cazul în care Rusia atacă oricare stat membru sau dacă folosește arme nucleare. Atacarea oricărui stat membru NATO de către o forță inamică duce la activarea Articolului 5 al Tratatului Nord-Atlantic. 
Președintele Joe Biden a declarat la 26 februarie 2022 că alternativa la sancțiunile contra Rusiei pentru invadarea Ucrainei ar fi un al Treilea Război Mondial.
Mai multe incidente ce ar fi putut duce la un război dintre NATO și Rusia au fost raportate. Pe 26 septembrie 2022, au avut loc o serie de explozii subacvatice și scurgeri de gaz după ce conductele de gaze naturale Nord Stream 1 (NS1) și Nord Stream 2 (NS2), au fost detonate.
Mai mulți oficiali europeni au învinuit Rusia. Oficialii de securitate susțin că au fost observate nave ale Marinei Ruse în apropiere, unde scurgerile au avut loc ulterior pe 26 și 27 septembrie. Cu o săptămână înainte, submarinele rusești au fost de asemenea observate în apropiere.   Ministerul Apărării din Rusia a acuzat Marea Britanie și Statele Unite pentru ca Germanie să nu mai cumpere gaz rusesc.  
În martie 2023, mai multe instituții de presă internaționale, citând surse anonime, au raportat că este posibil ca un grup pro-ucrainean să fi comis atacul. Danemarca, Germania și Suedia au inițiat fiecare investigații separate.  Descriind exploziile drept sabotaj,  investigațiile au fost încheiate în februarie 2024, fără a identifica autorii. 
Cel mai notabil incident a fost explozia unei rachete rusești lângă satul rusesc Przewodow, lângă granița Ucrainei, ce a dus la moartea a două persoane pe 15 noiembrie 2022. Racheta rusească fusese interceptată de forțele de apărare antiaeriană ucraineană.   În februarie 2023, Putin a suspendat participarea Rusiei la New START, ultimul tratat nuclear semnat cu SUA. . Acesta a transferat arme nucleare către Belarus. 
În septembrie 2023, fragmentele a două drone rusești ce au fost distruse de sistemul de apărare antiaerian ucrainean au fost găsite pe teritoriul României.  Localnicii din Nufăru, județul Tulcea, au relatat că au fost treziți din somn de explozia unei drone.  Alte drone rusești au violat spațiul teritorial al României și al Poloniei în toamna anului 2023, determinând forțele aeriene să decoleze. 
Mai mulți experți, analiști, politicieni și moguli media au descris invazia rusă a Ucrainei ca începutul celui de-al Treilea Război Mondial, fără a avea argumente valide.    în timp ce alții au sugerat contrariul. 
După ce președintele american Joe Biden a  anunțat că vor permite statelor membre NATO să doneze avioane F-16 Ucrainei, Vladimir Putin a amenințat că orice bază aeriană sau aerodrom din spațiul NATO care găzduiesc avioane de luptă pilotate de ucraineni pentru a efectua atacuri împotriva Rusiei vor fi „ținte legitime”.. 
Președintele rus a mai amenințat Occidentul cu lovituri nucleare după ce SUA au trimis rachete de rază lungă Ucrainei  și că l-ar putea determina să plaseze arme rusești de rază lungă în țări aliate pentru a lovi SUA și statele europene. Nave și submarine rusești au fost monitorizate în timp ce se deplasau în preajma Cubei. 
Olga Skabeyeva, prezentatoare la Rossia-1 și apropiată lui Putin a declarat că „Al Treilea Război Mondial” a început după ce nava amiral a Rusiei, Moskva, a fost scufundată în Marea Neagră.
Guido Crosetto, Ministrul italian al apărării, a declarat în februarie 2023: Dacă tancurile rusești intră în Kiev, începe Al Treilea Război Mondial.
Forțe militare din Ucraina au efectuat în mai 2024 o serie de atacuri cu drone în interiorul Rusiei care vizează stațiile radar folosite, cel puțin parțial, ca sisteme de avertizare nucleară timpurie.
Vladimir Soloviov, jurnalist rus, a declarat în iunie 2024 la Rossia-1 că Al Treilea Război Mondial a început deja, dar oamenii încă nu realizează acest lucru.
În iunie 2024, ministrul german al Apărării a spus că Putin nu se va opri la granițele Ucrainei și că Germania trebuie să se pregătească pentru război din cauza amenințărilor tot mai mari ale Kremlinului: „Trebuie să fim pregătiți de război până în 2029”.   Președintele francez Emmanuel Macron a sugerat că nu ar fi exclus ca Franța ar putea trimite trupe în Ucraina, invocând motive precum prăbușirea frontului ucrainean din Donbas și ocuparea orașelor Kiev și Odesa. Șeful statului francez a declarat că intenționează să formeze o coaliție de state care să trimită instructori militari europeni în Ucraina.   
Vikor Orban, premierul Ungariei aflat în conflict cu instituțiile europene de la Bruxelles, susține că Europa se află în apropierea celui de-al Treilea Război Mondial din cauza acțiunilor NATO de a furniza arme letale Ucrainei.
Fostul președinte american, republicanul Donald Trump, spune că lumea se află în pragul celui de-al Treilea Război Mondial și l-a învinovățit pe actualul președinte democrat Joe Biden pentru slăbiciunea Statelor Unite arătată lumii. El mai spune că ar putea preveni declanșarea războiului prin încheierea unui acord de pace cu Vladimir Putin prin cedarea teritoriilor ucrainene către Federația Rusă 
Miliardarul Elon Musk, fondatorul SpaceX, Tesla și șeful companiei X, a declarat că Occidentul „merge în somn” spre cel de-al Treilea Război Mondial și a solicitat încetarea imediată a focului în Ucraina. 

#### Războiul Israelului cu Hamas, Hezbollah și Iran (2023-prezent)
Un conflict armat a izbucnit între Israel și mișcarea teroristă pro-palestiniană Hamas. Pe 7 octombrie 2023, militanții Hamas au comis un atac în sudul Israelului, luând ostatici și ucigând cetățeni israelieni, dar și turiști străini. 
Israelul condus de cabinetul de război al premierului Benjamin Netanyahu a ordonat intervenția militară israeliană în Fâșia Gaza și bombardarea orașelor pentru a anihila mișcarea Hamas. 
Ciocniri militare au rezultat și cu Hezbollah, iar o coaliție multinațională condusă de Statele nite ale Americii s-a format în decembrie 2023 pentru a combate actele de agresiune ale rebelilor Houthi din Yemen asupra navelor comerciale din Marea Roșie.  
O Axă a Rezistenței a fost formată între Iran și actori non-statali pentru a distruge statul israelian.
Între 1 și 19 aprilie 2024, a derulat un război între Israel și Iran. Pe 1 aprilie 2024, forțele aeriene ale Israelului au  bombardat clădirea ambasadei iraniene de la Damasc, capitala Siriei, fiind ucis comandantul iranian Razi Mousavi. Pe 13 aprilie 2024, Hezbollah a lansat 40 de rachete asupra Israelului. Apoi, Iranul și grupările sale proxy au lansat 300 de drone și rachete balistice asupra orașelor israeliene, Cisiordaniei și Înălțimilor Golan. avariind baze aeriene israeliene și provocând rănirea a 33 de civili.  Forțele de Apărare Israelului au folosit sistemele Arrow 3 și „Praștia lui David” pentru a doborî rachetele și dronele iraniene. Forțele aeriene americane, britanice, franceze și iordaniene au participat la interceptarea acestora. 
În dimineața zilei de 19 aprilie, Israelul a ripostat împotriva Iranului. Israelul a atacat trei ținte în apropierea Aeroportului Internațional Isfahan, inclusiv o bază militară. Una dintre ținte a fost un sistem radar pentru situl nuclear de la Natanz. 
Presa de stat iraniană a minimalizat atacul israelian.  O sursă anonimă a declarat pentru CNN că atacurile directe  s-au încheiat. Analiștii spun că ambele părți au depus eforturi pentru a detesiona situația, mai ales după ce iranienii ar fi aflat că  Israelul are capacitatea de a provoca mai multe daune într-un război la scară largă. 
Israel se pregătește să intervină și în Liban pentru a distruge mișcarea teroristă Hezbollah. Oficialii din SUA susțin că sistemul de apărare antiaeriană din Israel ar putea fi copleșit de rachetele lansate de gruparea Hezbollah și ar putea duce la escaladare.   Unele publicații susțin că războiul dintre Israel și Hamas a dus la globalizarea celui de-al treilea război mondial izbucnit în 2022, odată cu invazia rusă a Ucrainei, dar fără a aduce argumente valide.   

#### Tensiunile dintre Taiwan și Republica Populară Chineză (2022-prezent)

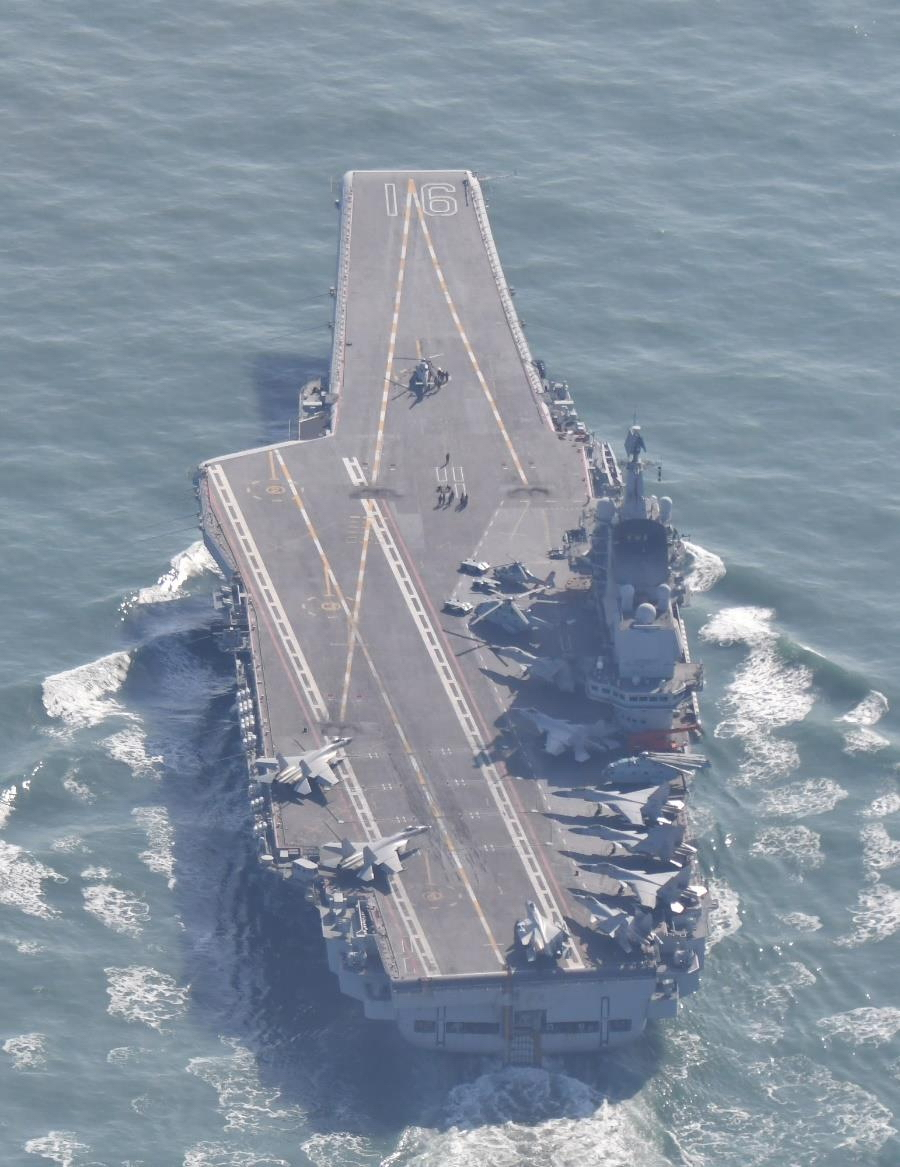
Portavion chinezesc Liaoning (CV-16) al Republicii Populare Chineze

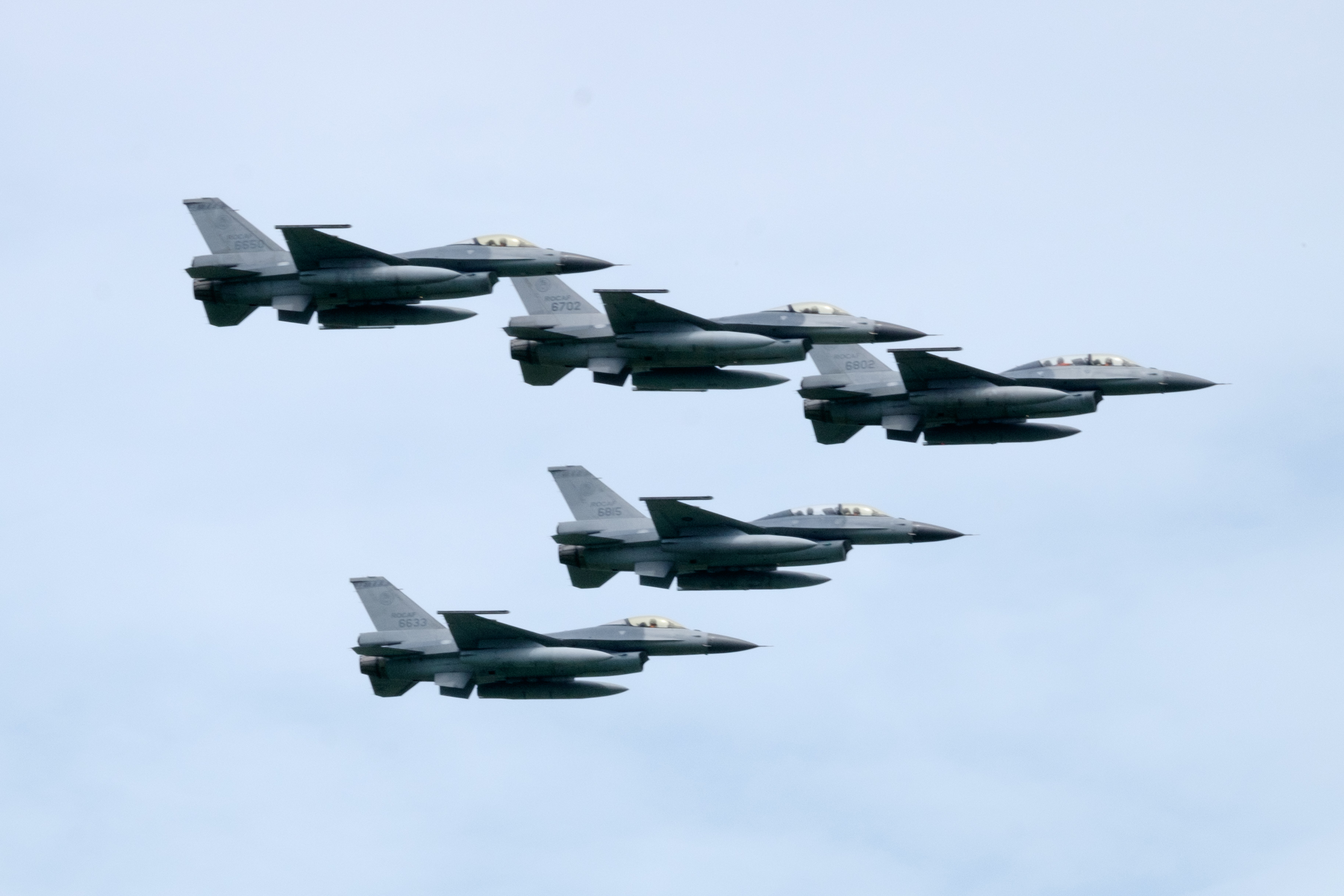
Avioane F-16 din Republica Chineză (Taiwan)

Pe 2 august 2022, președintele Camerei Reprezentanților din Congresul american Nancy Pelosi a vizitat Taiwan. Republica Populară Chineză a perceput vizita ei ca violarea dreptului ei suveran asupra Taiwanului. Armata Populară de Eliberare a desfășurat exerciții de amploare, înconjurând insula taiwaneză între 4 august și 7 august. Au fost folosite arme cu muniție reală, au fost desfășurări navale și lansări de rachete balistice. Taiwan, ca răspuns, a mobilizat flota și aviația. Nu a rezultat niciun conflict, dar tensiunile au continuat în Strâmtorile Taiwanului.  
Alte exerciții au fost desfășurate de către China cu ocazia vizitei președintelui Taiwanului în SUA, când s-a întâlnit cu președintele Camerei Reprezentanților, Kevin McCarthy. Taiwan a reperat 70 de avioane și 11 nave chineze. 
Amiralul John Aquilino, șeful Comandamentului Indo-Pacific, a declarat că armata chineză va fi pregătită să invadeze Taiwan până în anul 2027.  Oficialii militari americani cred că președintele chinez Xi Jinping se pregătește să reunească Taiwanul cu China continentală pe cale pașnică sau prin forță. 
Dacă ar avea loc o confruntare armată între forțele navale americane și chineze în jurul Taiwanului, David FJ Campbell, profesor asociat de științe politice comparate la Universitatea din Viena, spune că ar fi „picătura care ar umple paharul înainte de declanșarea celui de-al Treilea Război Mondial”.
Președintele american Joe Biden a declarat că forțele americane vor apăra Taiwanul în cazul unei invazii chineze. Întrebat într-un interviu acordat către CBS 60 Minutes, el a răspuns că „bărbați și femeile americane vor apăra Taiwanul în cazul unei invazii chineze”. 
Statele Unite s-au menținut de mult timp la o politică de „ambiguitate strategică” și nu a precizat dacă va răspunde militar la un atac asupra Taiwanului, potrivit Reuters.
Președintele chinez Xi Jinping spune că reunificarea Taiwanului cu China continentală este inevitabilă. 

## Profeții
Teologii  și adepții creștini interpretează din perspectivă futuristă și consideră că Cartea Apocalipsei lui Ioan, dar și alte cărți  din Biblie prevestesc  că ultimul război de pe Pământ va fi unul religios, iar unele pasaje din Apocalipsa lui Ioan descriu un război nuclear ce va cauza sfârșitul lumii în urma unei confruntări dintre Israel/statele creștine și statele musulmane învecinate.  Teoria nu are suport științific.Dar sunt pasaje care descriu fenomene ce par a fi explozii nucleare.   

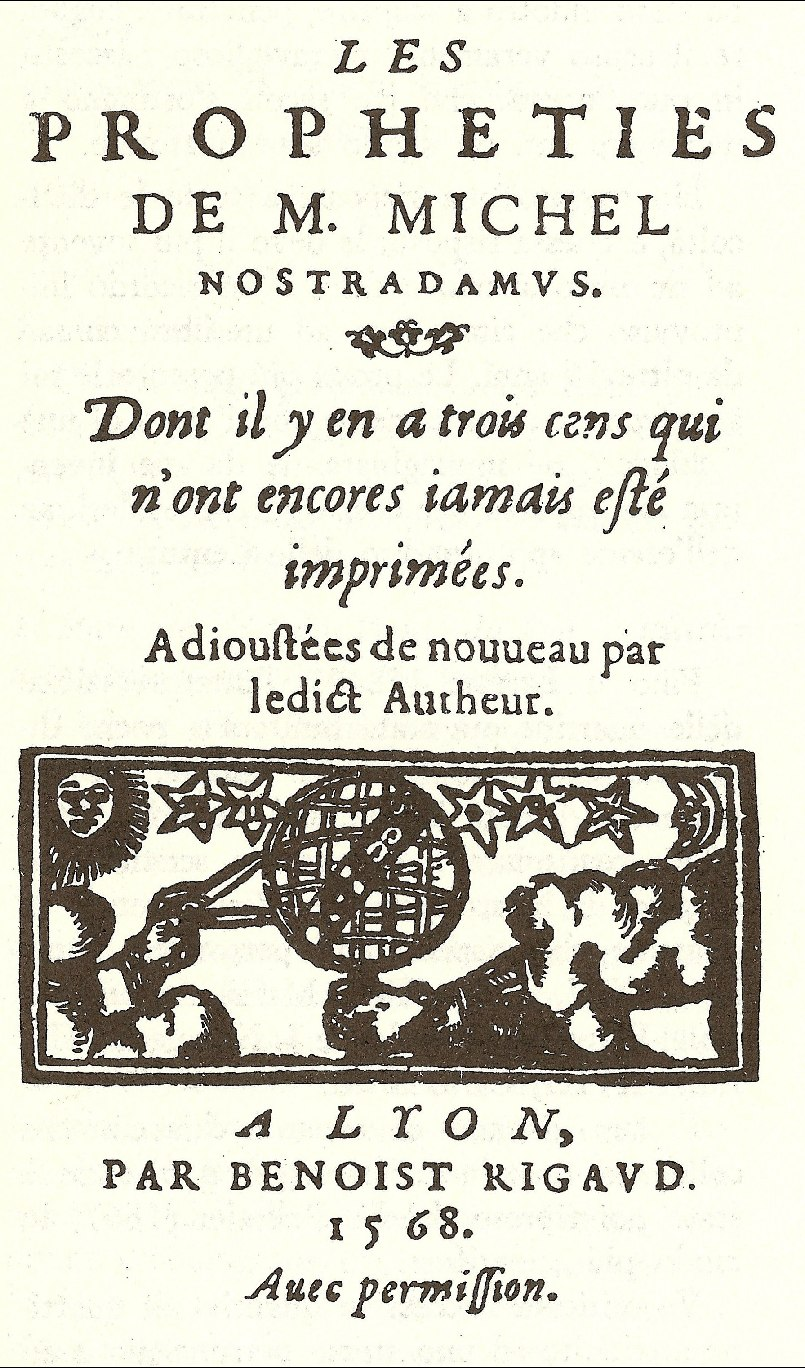
Profetiile lui Nostradamus

Nostradamus, un astrolog si medic francez din Franta secolului XVI, a scris o lucrare numita "Profetii", iar cei care ii interpreteaza catrenele sustin ca Nostradamus a prevestit incendiul Londrei din 1666, ascensiunea lui Napoleon si Hitler,  izbucnirea celor doua razboaie mondiale si atentatele de la 11 septembrie,  cat si izbucnirea celui de-al treilea razboi mondial si venirea Antichristului. 
Baba Vanga, o clarvazatoare oarba din Bulgaria, a prevestit ca va izbucni al treilea razboi mondial  pe 11 noiembrie 2010 ca un razboi chimic ce va depopula Europa. Profetia nu i s-a indeplinit. 
Se presupunea ca Albert Pike, francmason  american de inalt grad  i-ar fi trimis scrisori politicianului italian Giussepe Mazzini  in care ii scria despre cele trei razboaie mondiale in 1871. Scrisorile s-au dovedit a fi false, nascocite de Leo Taxil,  jurnalist și scriitor francez care a devenit cunoscut datorită anticatolicismului și anticlericalismului său.
Ufologii, dar mai ales adepții Raelismului    , susțin că "Noul Ierusalim" ar fi de fapt o navă spațială sau un habitat spațial unde vor fi salvați oamenii selectați genetic de extratereștrii în urma unui război nuclear ce va avea loc pe Pământ .  

## În ficțiune

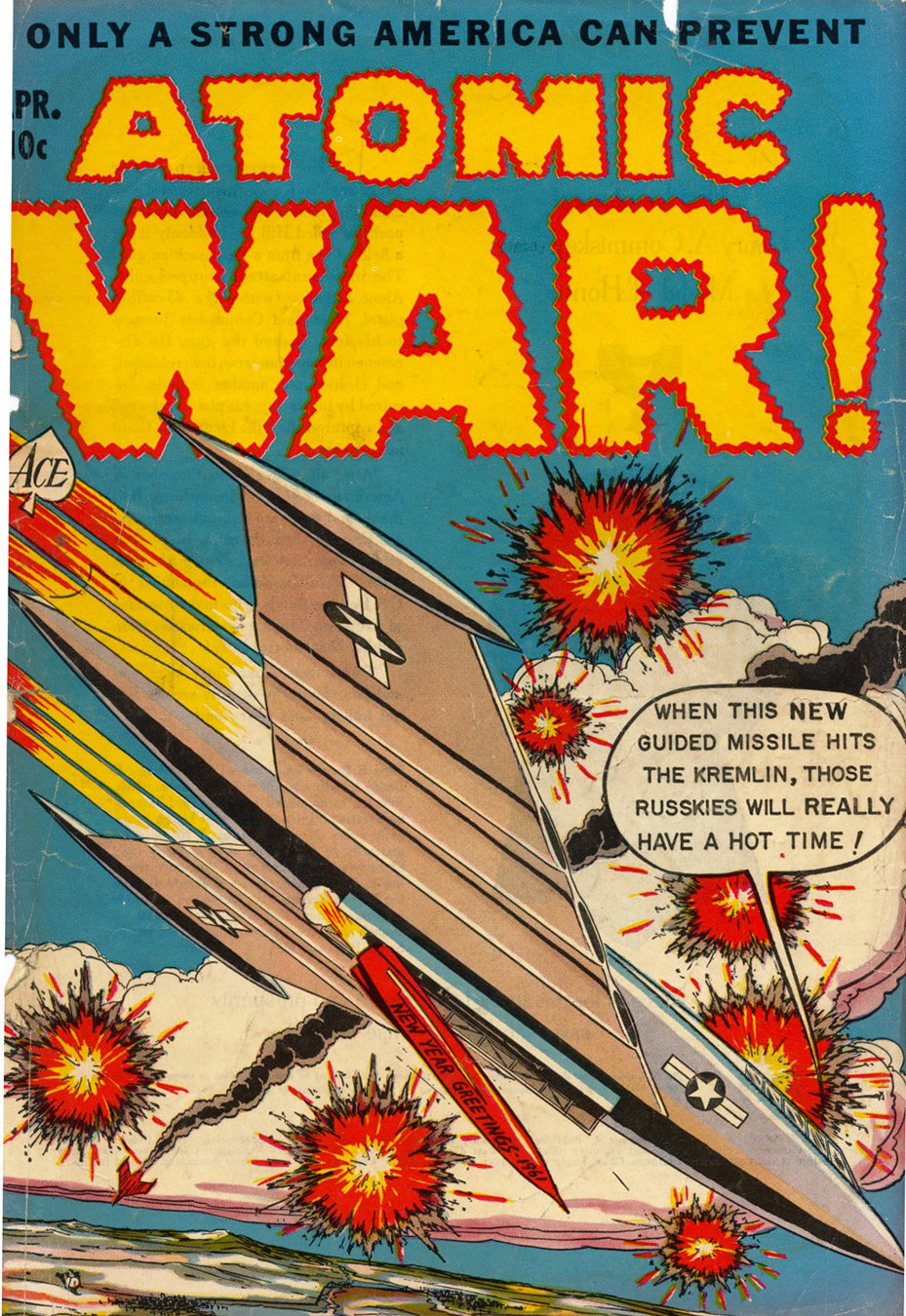
Al Treilea Război Mondial este o temă care apare frecvent nu numai în filme, dar și în literatură, mass-media, cultura populară. În imagine este coperta revistei Atomic War! nr 4. (Aprilie 1953), revistă de benzi desenate care tratează tema celui de-al Treilea Război Mondial

Al Treilea Război Mondial este o temă des întâlnită în literatură și în filme, dar și subiectul multor preziceri și profeții diverse. 

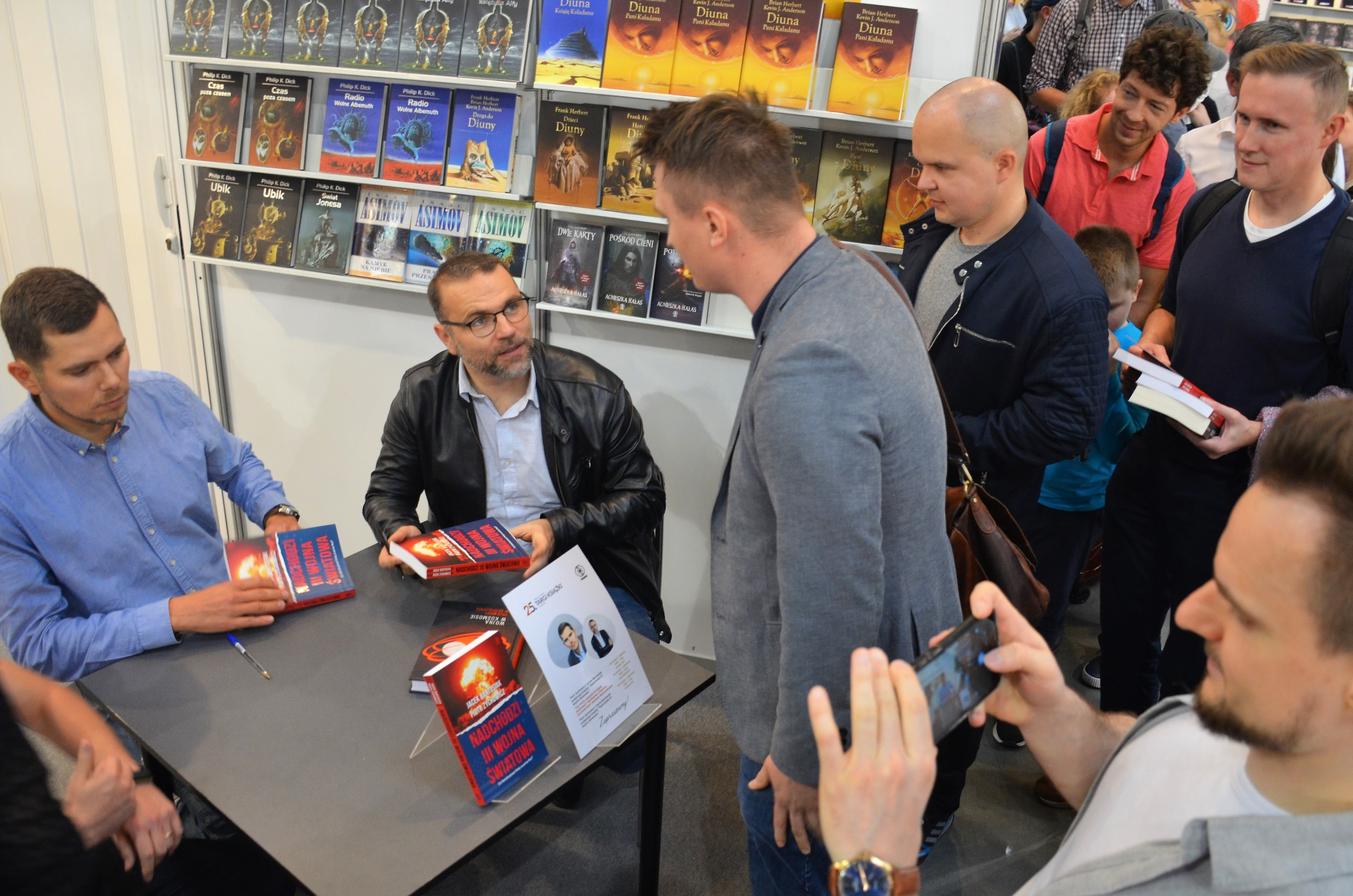
Autorul polonez Piotr Zychowicz lansează cartea "Al Treilea Război Mondial se apropie" în 2023

### Cărți
- Metro 2033 și Metro 2034, romane de Dmitry Glukhovsky;
- Red Army, de Ralph Peters.

### Filme
Câteva filme unde apare tema celui de-al Treilea Război Mondial sau al lumii postapocaliptice de după acest război: 
- Dr. Strangelove sau How I Learned to Stop Worrying and Love the Bomb (1964), o comedie neagră de Stanley Kubrick;
- Mașina timpului (1960), George ajunge în viitor, pe 19 august 1966, și descoperă o lume devastată de un holocaust nuclear, ceea ce îl face să meargă sute de mii de ani în viitor pentru a mai găsi urme de civilizație umană;
- Planeta maimuțelor (1968), astronauții descoperă că planeta pe care au ajuns este, de fapt, Pământul, în viitor, după un război atomic. Filmul se bazează pe un roman scris de Pierre Boulle în 1963;
- World War III (1982);
- Star Trek VIII: Primul contact (1996);
- Equilibrium (2002);
- When the wind blows (1986, o animație de John Coates), bazat pe romanul cu același nume scris de Raymond Briggs;
- Cartea lui Eli (2010) - o lume post-apocaliptică;
- G.I. Joe: Retaliation  (2013)
- Countdown to Zero  (2010) - un documentar despre arsenalul nuclear al omenirii și despre declanșarea lor [și] din cauze cosmice.
- Ultimul țărm - dispariția omenirii din cauza radiațiilor nucleare ale celui de-al Treilea Război Mondial.
- Terminatorul 2: Ziua Judecății (1991) - Povestea începe la zece ani după evenimentele din Terminatorul, și o urmărește pe Sarah Connor, fiul ei de zece ani John, și un protector din viitor (ca și in primul film), încercând să prevină Ziua Judecății, o zi din viitor când mașinile vor începe exterminarea rasei umane.
- Terminatorul 3: Supremația roboților (2003)-După eșecul lui Skynet de a o ucide pe Sarah Connor înainte ca fiul ei să fie născut, și de al ucide pe John când era copil, mașinile trimit alt terminator în trecut, cu scopul de a ucide câți mai mulți ofițeri ai rezistenței înainte de "Ziua Judecății", inclusiv pe John și viitoarea sa soție, si pentru a declansa razboiul nuclear

### Jocuri video
- Call of Duty: Modern Warfare 2 - un joc first person shooter în care din cauza unui atentat orchestrat de un terorist rus în care s-a implicat un agent CIA  asupra unui aeroport din Moscova, Rusia a invadat coasta de est a Statelor Unite ale Americii
- Call of Duty: Modern Warfare 3 - continuarea jocului "Modern Warfare 2" în care armatele ruse invadează Europa și America de Nord, în special orașele New York City, Paris, Londra și  Berlin.
- Command & Conquer:Red Alert   -un joc Real Time  Strategy în care Albert Einstein călătorește în timp și îl ucide pe Adolf Hitler, rezultând alterarea cursului istoriei în care Stalin invadează Europa
- Command & Conquer:Red Alert 2 - continuarea primului joc în care Uniunea Sovietică invadează Statele Unite
- Command & Conquer:Red Alert 3 - Doi generali sovietici se întorc în timp pentru a-l ucide pe Albert Einstein, prevenind astfel inventarea armelor atomice, dar rezultă un prezent în care Imperiul Japonez nu este înfrânt în al doilea război mondial și invadează planeta
- World în Conflict - un joc Real Time Tactics având ca temă o istorie alternativă în care sovieticii atacă America în 1989
- Tom Clancy's EndWar - un joc Real Time Tactics  în care cel de-al treilea război mondial izbucnește în anul 2020 între Statele Unite ale Americii, Federația  Rusă și Uniunea Europeană
- Battlefield 3 - un joc first person shooter în care americanii atacă Iranul după o lovitură de stat orchestrată de o grupare teroristă, dar un incident duce la izbucnirea unui război cu Rusia desfășurat în Orientul Mijlociu, în special în Iran, zona caspică și Caucaz
- Battlefield 4 - continuarea la Battlefield 3 în care America întră în război cu China și se confruntă în extremul orient
- Battlefield: Bad Company 2  - joc first person shooter în care Rusia invadează  America de Sud, iar o companie americană de soldați trebuie să oprească detonarea unei arme de distrugere în masă
- Metro 2033 - un joc first person shooter post-apocaliptic plasat  după un război nuclear petrecut în Rusia
- Fallout 4 - un joc Role Play Game  post-apocaliptic plasat   după un război nuclear petrecut în America
- Cuban Missile Crisis: The Aftermath - un joc de strategie  în care negocierile dintre SUA și URSS privind criza rachetelor din Cuba din anul 1962 nu decurg bine și se ajunge la un război nuclear
- Command & Conquer: Generals - un joc de strategie despre un război mondial desfășurat dintre Statele Unite ale Americii, China și  gruparea teroristă  Global Liberation Army

## Citate
| “                   | În cazul în care al Treilea Război Mondial va avea loc cu arme nucleare, al patrulea va fi dus cu arcuri și săgeți. | ” |
| — Louis Mountbatten | |   |

| “                 | Nu știu cum se va lupta în Al Treilea Război Mondial, dar pot să vă spun ce vor folosi în al patrulea - pietre! | ” |
| — Albert Einstein | |   |

| “                    | Acum am devenit Moartea, distrugătorul lumilor" | ” |
| — Robert Oppenheimer |                                                 |   |